# Bulgarische Literatur
Unter bulgarischer Literatur versteht man die in bulgarischer Sprache geschriebene Literatur.
Dank der Initiative des Zaren Simeon I. entwickelte sich im 9. Jahrhundert ein reichhaltiges Schrifttum mit religiöser und weltlicher Thematik, das zur Keimzelle des literarischen Schaffens aller orthodoxen Slawen wurde. 1393 geriet ein Großteil des heutigen Bulgarien unter Herrschaft des Osmanischen Reiches.
Das erste gedruckte, in Anlehnung an die Umgangssprache verfasste bulgarische Buch erschien 1804. Die in den Dienst des nationalen Freiheitskampfes gestellte Literatur des späteren 19. Jahrhunderts stützte sich teils auf die Volksdichtung, teils auf russische Vorlagen. 1876 begann Iwan Wasow, der fruchtbare, vielseitige und wirkungsvollste Klassiker der Bulgaren, seine literarische Tätigkeit. Nach der Befreiung Bulgariens von der osmanischen Vorherrschaft durch Gründung des Fürstentums Bulgarien 1878 kam es zur Verfeinerung von Sprache und Stil durch den Symbolismus.
Die realistische, vorwiegend überlieferungsgebundene Literatur des 20. Jahrhunderts gab ihrerseits mit starkem Heimatgefühl, aber auch mit Sozialkritik eindringliche Bilder aus dem Alltag des bulgarischen Landlebens. Nach 1945 setzten sich in der Volksrepublik Bulgarien bis zum Untergang des Kommunismus 1990 die Forderungen des sozialistischen Realismus durch.

## Die Anfänge der bulgarischen Literatur
Die Anfänge der bulgarischen Literatur wurden im 8./9. Jahrhundert gelegt. Dabei handelte es sich zunächst um Chroniken, Bau- und Grabinschriften bulgarischer Herrscher und Adligen in Griechisch, selten aber auch in der Sprache der Urbulgaren. Die Altbulgarische Literatur wurde in der nach der Christianisierung im 10. Jahrhundert in Bulgarien entstandenen Kyrillischen Schrift geschrieben.
In Pliska, der Residenz des Fürsten Boris I., im westlich gelegenen Ohrid sowie in Weliki Preslaw, wohin Simeon I. die bulgarische Hauptstadt verlegt hatte, waren einige der Schüler der Slawenapostel Kyrill und Method tätig, darunter Kliment von Ohrid, Konstantin von Preslaw, Ioan Exarch und Tschernorizec Hrabar. Der letzte verfasste das auch in Serbien und Russland bekannte Traktat zur Verteidigung der slawischen Schrift „O Pismenach“ (auf Deutsch Über die Buchstaben). Die Regierungszeit von Boris I. und Simeon I. gilt als das „goldene Zeitalter“ der bulgarischen Literatur.
Die Mittelbulgarische Literatur wiederum wurde in Mittelbulgarisch (Kirchenslawisch) verfasst. In dieser Zeit wurden Apokryphen, Lebensbeschreibungen, Geschichtschroniken aus dem Griechischen ins Mittelbulgarische übersetzt. Eine zweite Blütezeit erlebte die bulgarische Literatur während des 13. und 14. Jahrhunderts mit einem in der Nähe von Tarnowo 1350 gegründeten Kloster als Zentrum. Zu dieser Schule zählten unter anderem der Mönch Kiprian, Grigorij Camblak und Konstantin Kostenezki, die nach der Eroberung Bulgariens die formalen Prinzipien der bulgarischen Literatur auch in Gebiete der heutigen Staaten Russland, Rumänien und Serbien brachten.
Einige der wichtigsten Autoren während der Zeit der osmanischen Herrschaft waren Wladislaw Gramatik, Païssi von Hilandar, Sophronius von Wraza, die Brüder Miladinowi deren Werke vor allem durch die Suche nach der bulgarischen Identität gekennzeichnet waren. Im 18. Jahrhundert bildeten sich zwei Genres heraus, die Historiographie und die Autobiographie.

## Das 19. Jahrhundert

### Beginn einer eigenständigen bulgarischen Literatur
Das erste gedruckte, in Anlehnung an die Umgangssprache verfasste bulgarische Buch erschien 1804. Die in den Dienst des nationalen Freiheitskampfes gestellte Literatur des späteren 19. Jahrhunderts stützte sich teils auf die Volksdichtung, teils auf russische Vorlagen.
Der Folklorist und Sprachwissenschaftler Najden Gerow pflegte bereits während seines Studiums aktive Verbindungen zu Aufklärern und Revolutionären. Sein erster erfolgreicher dichterischer Versuch, das 1845 entstandene Werk Stoyan i Rada, gilt als erstes bulgarisches Poem und führte eine neue Etappe in der Entwicklung des bulgarischen Verses ein. Er führte den tonischen Vers in die bulgarische Dichtung ein, die vorher nur den syllabischen Vers kannte. Es folgten geistvolle Reisebeschreibungen in Briefform, in denen seine kulturellen und politischen Ansichten niedergelegt sind. Er wirkte seit 1846 als Aufklärer und Lehrer in seinem Heimatland und engagierte sich als Führer im Kampf um die Autonomie der Bulgarisch-orthodoxen Kirche. Er verfasste Lehrbücher wie das zwischen 1897 und 1904 veröffentlichte fünfbändige Rečnikŭ na bŭlgarskyĭ jazikŭ („Wörterbuch der bulgarischen Sprache“), welches besonders bedeutend für die Untersuchung der Etymologie und Grammatik der bulgarischen Sprache war und auch russische Worterklärungen enthielt.
Georgi Rakowski, der sich politisch für die Bulgarische Wiedergeburt engagierte und die Befreiung Bulgariens von Vorherrschaft des Osmanischen Reiches einsetzte, verfasste zahlreiche geschichtliche, linguistische und volkskundliche Werke, die sich durch eine romantische Einstellung auszeichnen. Sein berühmtestes lyrisches Werk ist 1857 das Poem Gorski Pŭtnik („Der Waldwanderer“). Zu seinen weiteren Werken gehören Nepovinen bŭlgarin („Ein unschuldiger Bulgare“, 1854) sowie Plan za osvobozhdenieto na Bŭlgariya („Plan für die Befreiung Bulgariens“, 1862).
Der als Lehrer tätige Petko Slawejkow setzte sich für nationale Selbständigkeit in allen Bereichen ein und wurde zum bedeutenden Vertreter für nationale Aufklärung. Er veröffentlichte seine ersten Gedichtbände wie Smesena kitka (1852) und Pesnopoĭka (1852) mit einer bürgerlichen und intimen Thematik, die ihn zum führenden Dichter der bulgarischen Literaturrenaissance machten. Er widmete sich seit 1854 dem Kampf um Autonomie der Bulgarisch-orthodoxen Kirche und besorgte eine Bibelübersetzung, die wichtig für die Entwicklung des Neubulgarischen war. Er war Redakteur und Herausgeber verschiedener Zeitungen und Zeitschriften im Geiste der bulgarischen Wiedergeburt und einer der größten Publizisten seiner Zeit, wobei er den politischen Kampf mit einem umfassenden aufklärerischen Projekt verband. Er war Sammler alten Liedguts und hatte starken Einfluss auf die Volkssprache. Er war später Leiter der Nationalbibliothek sowie Unterrichts- und Innenminister. Eines seiner acht Kinder war Pentscho Slawejkow, der ebenfalls ein bedeutender Dichter war.
Der spätere Metropolit von Tarnowo und zweimalige Ministerpräsident Bulgariens Kliment Tarnowski schrieb unter seinem Geburtsnamen Wasil Nikolow Drumew bereits im Theologischen Seminar 1860 Neshtastna familiya („Eine elende Familie“), die erste Kurzgeschichte der bulgarischen Literatur. Mit Učenik i blagodeteli… („Student und Wohltäter oder Was eines anderen ist, ist eines anderen“, 1865) wurde er ein bedeutender Vertreter der Novelle in der Wiedergeburtsphase der bulgarischen Literatur. Durch sein bedeutungsvolles dramatisches Werk Ivanku, ubietsŭt na Asenya I („Iwanko, der Mörder Asens des Ersten“, 1872) wurde er zum Mitbegründer des bulgarischen Dramas. Er war frühzeitiger Teilnehmer an der antitürkischen Freiheitsbewegung.
Der als Lehrer tätige Dobri Woinikow gründete in der Emigration in Rumänien Ende 1865 die erste bulgarische Theatergruppe und wurde einer der ersten Dramatiker Bulgariens. In den 1860er Jahren schuf er zunächst historische Dramen wie Raĭna knyaginya („Prinzessin Raina“, 1866), Pokrŭshtenie na Preslavski dvor („Taufe am Preslaver Hof“, 1868), Velislava, bŭlgarska knyaginya („Velislava, bulgarische Prinzessin“, 1870) sowie Vŭztsaryavaneto na Kruma Strashniĭ („Die Regierungszeit von Krum dem Schrecklichen“, 1871). In den 1870er Jahren verfasste er Komödien um zeitgenössische Themen. Sein bedeutendstes Werk ist die Komödie Krivorazbranata tsivilizatsiya („Missverstandene Zivilisation“, 1871), die auf humorvolle Weise den Zusammenstoß zwischen dem Fremden und dem Heimischen schildert.
Der Journalist Ljuben Karawelow, der seit 1860 während seiner in Russland, Serbien und Rumänien erste Werke in der jeweiligen Landessprache veröffentlichte, war ein führender Belletrist und Publizist der Wiedergeburtsbewegung. Bekannt wurde er insbesondere durch seine Novellen Bŭlgari ot staro vreme („Bulgaren aus alter Zeit“, 1867) und Mamino detentse („Mutters Kind“), die als erster reifer Ausdruck des bulgarischen kritischen Realismus gelten. Eine weitere Veröffentlichung war die 1870 erschienene Novelle Chadži Ničo. Seine publizistischen Werke, insbesondere auch aufgrund seiner 1872 übernommenen Führerschaft des Bulgarischen Revolutionären Zentralkomitees, hatten eine große Wirkung auf die Debatten über die Aufklärung, die Revolution und das nationale Schicksal ausgeübt. Bulgaren der alten Zeit: Erzählungen erschien 1966 in einer Übersetzung von Egon Hartmann auch in deutscher Sprache. Er schrieb zudem politische Gedichte.
Christo Botew, Sohn eines Lehrers, nahm als Vorsitzender des Revolutionskomitees aktiv am Befreiungskampf gegen die osmanische Herrschaft teil und arbeitete dabei eng mit Ljuben Karawelow zusammen. Er gründete 1871 im rumänischen Exil die Zeitung Duma na bŭlgarskite emigranti („Wort der bulgarischen Auswanderer“). Als größter nationalrevolutionärer Dichter Bulgariens hat er zwanzig Gedichte wie zum Beispiel ‚Maĭtse si‘ („An meine Mutter“, 1867), ‚Elegiya‘ („Elegie“, 1870), ‚Do moeto pŭrvo libe‘ („An meine erste Liebe“, 1871), ‚Khaĭduti‘ („Heiducken“, 1871), ‚Borba‘ („Kampf“, 1871), ‚Gerg’ovden‘ („Sant-Georgs-Tag“, 1873), ‚Zashto ne sŭm…?‘ („Warum bin ich nicht…?“, 1873), ‚V mekhanata‘ („In der Taverne“, 1873) sowie ‚Zadade se oblak temen‘ („Eine dunkle Wolke setzte ein“, 1875), ausdrucksstarke Kampflieder und viele Artikel hinterlassen. In seiner Weltanschauung vereinen sich Ideen vom russischen Anarchismus bis zum Garibaldismus. Die von ihm vertretene Ideologie schließt utopische Beschreibung des Freiheitskampfes, scharfe Kritik am Sklavenbewusstsein und Pathesierung des Todes ein. Botew, dessen letztes Gedicht ‚Obesvaneto na Vasil Levski‘ von der Hinrichtung von Wassil Lewski am 19. Februar 1873 handelt, fiel am 1. Juni 1876 während des von ihm angeführten Aprilaufstandes. In deutscher Sprache erschienen Der Balkan singt sein wildes Lied: Gedichte u. Publizistik (1964) und Schwarz eine Wolke : Gedichte, Publizistik, Briefe (1976).
Sachari Stojanow, der an den Befreiungskämpfen des Aprilaufstandes teilnahm, war ein Vertreter der nationalen Aufklärung. Er schrieb nach wie vor vielbeachtete, sehr subjektive Biografien über bedeutende Revolutionäre wie Chadschi Dimitar, Stefan Karadscha, Wassil Lewski, Christo Botew. Seine zwischen 1884 und 1892 in drei Bänden erschienenen Memoiren Zapiski po bŭlgarskite vŭstanija. Razkaz na ochevidtsi, 1870 – 1876 („Anmerkungen zu den bulgarischen Aufständen. Augenzeugenbericht, 1870 – 1876“) stellen einen Meilenstein in der Entwicklung dieser Gattung in Bulgarien dar.

### Iwan Wasow

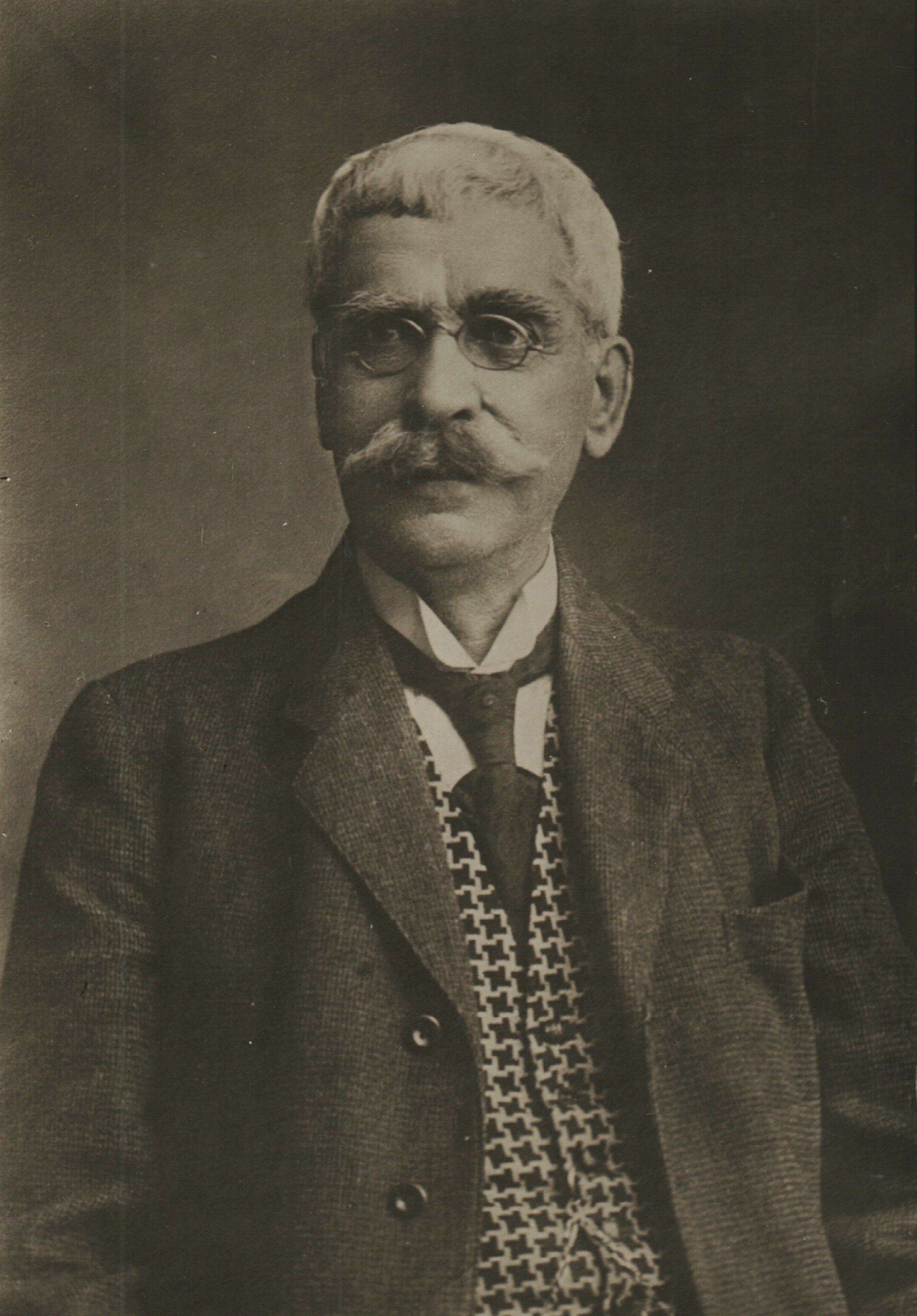
Iwan Wasow, einer der Aktivisten der Bulgarischen Nationalen Wiedergeburt und zwischen 1897 und 1899 Unterrichtsminister, wird heute in Bulgarien als der „Patriarch der bulgarischen Literatur“ angesehen.

1876 begann Iwan Wasow, der fruchtbare, vielseitige und wirkungsvollste Klassiker der Bulgaren, seine literarische Tätigkeit. Er kam früh in Kontakt zu Christo Botew sowie Ljuben Karawelow und ging wegen seiner politischen Beteiligung am Aprilaufstand ins Exil. Dort veröffentlichte er mit Prjaporez i gusla („Banner und Harfe“, 1876) seinen ersten Gedichtband, dem 1877 Tŭgite na Bŭlgarija (‚Die Trauer Bulgariens‘) und 1878 Izbavlenie („Erlösung“) folgten. Wasow wurde zum populärsten bulgarischen Dichter aller Zeiten, der „Patriarch der bulgarischen Literatur“ und „Volksdichter“ genannt wurde. In den 1870er Jahren war der nationale Kampf sein Hauptthema, für das er klassische Werke schuf.
Nach seiner Rückkehr 1878 erschienen die Gedichtbände Gusla (1881) und Italija („Italien“, 1884), aber auch Poems wie Gramada („Die Gemeinde“, 1881) und Zagorka (1883). Daneben verfasste er mit Mitrofan i Dormidolski („Mitrofan und Dormidolski“, 1882), Nemili-nedragi („Unbeliebt und Heimatlos“, 1883) sowie Chichovtsi („Die Onkel“, 1885), in denen er ebenfalls das Missverhältnis zwischen der nationalen Idee und der politischen Korruption der Gegenwart schilderte.
Der 1894 veröffentlichte Roman Pod igoto („Unter dem Joch“) zählt zu den Klassikern der bulgarischen Literatur. Seine in der Tradition der romantisch dramatischen Form verfassten historischen Dramen wie Khŭshove (1894), Borislav (1909), Kŭm propast („Zum Abgrund“, 1910) und Ivajlo (1913) gehörten zu den populärsten ihrer Zeit. Ein anderes Hauptthema im vielfältigen Werk von Wasow, der zwischen 1897 und 1899 Unterrichtsminister war.
Das nationale Ideal wurde nochmals zum Thema in seinen Gedichtbänden Pesni za Makedonija („Lieder über Mazedonien“, 1916), Novi ekove („Neue Echos“, 1917) und Ne shte zagine („Er wird nicht sterben“, 1919) über die Balkankriege sowie den Ersten Weltkrieg. Ihm zu Ehren wurde das Nationaltheater „Iwan Wasow“ benannt. In deutschsprachigen Ausgaben seiner Werke erschienen unter anderem Borislaw (1912), Die Bulgarin und andere Novellen (1913), Erzählungen und Novellen (1917), Unter dem Joch (1918), Der Bauer aus Beli Mel (1961), Ausgewählte Erzählungen (1972), Karrieristen (1973), Die brennenden Garben (1978) und Im Schosse der Rodopen (1982).

### Weitere Literarische Entwicklungen

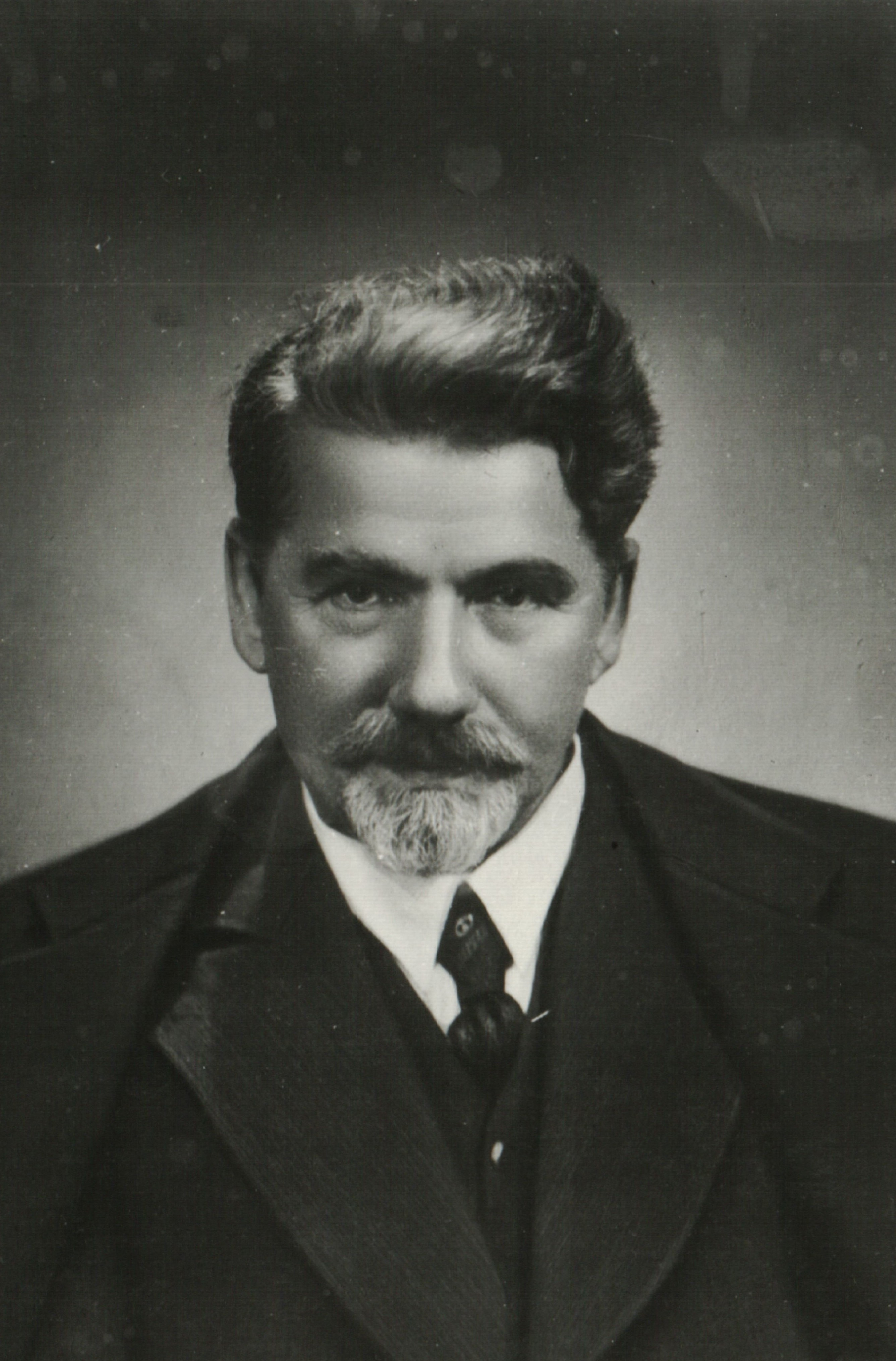
Anton Straschimirow schrieb mit Hora das wichtigste Prosawerk des Expressionismus.

Nach der Befreiung Bulgariens von der osmanischen Vorherrschaft durch Gründung des Fürstentums Bulgarien 1878 kam es zur Verfeinerung von Sprache und Stil durch den Symbolismus.
Der als Lehrer tätige Konstantin Welitschkow, der zwischen 1884 und 1886 sowie als Vorgänger von Iwan Wasow zwischen 1894 und 1897 erneut Unterrichtsminister war, unternahm bereits während des Besuchs des Lycée de Galatasaray von 1868 bis 1874 erste dichterische Versuche. Er verfasste Essays und Reiseschriften über seine Aufenthalte in Belgrad, Konstantinopel sowie Frankreich. Daneben verfasste romantisch-sensible Lyrik wie in Tsarigradski soneti („Konstantinopler Sonette“, 1899).
Stojan Michailowski, der als Ministerialbeamter und Privatdozent arbeitete, war eine politisch und kulturell führende Persönlichkeit. Er verfasste kritische Betrachtungen, Dramen, Fabeln und Gedichte, die stark allegorisch und satirisch geprägt sind und die Missstände im politischen Leben schildern. Zu seinen Werken gehören Poema na zloto („Gedicht des Bösen“, 1889), Satiri. Našite pisači i gazetari („Satire. Unsere Schriftsteller und Journalisten“, 1889), Kniga za bŭlgarskija narod („Ein Buch über das bulgarische Volk“, 1897), Kniga za oskŭrbenite i onepravdanite („Ein Buch über Beleidigte und Ungerechte“, 1903), Iztochni legendi („Östliche Legenden“, 1904) sowie Ot razvala kŭm provala. Dialogizirani ocherki („Vom Ruin zum Scheitern. Dialogisierte Aufsätze“, 1905). Seine Schriften waren durch universelle philosophische Weltanschauungen und metaphysische Weltanschauungen geprägt sowie zugleich eine satirisch-kritische Stellungnahme zur Kulturpolitik seines Landes.
Der als Lehrer tätige Todor Wlajkow war Autor volkstümlicher Erzählungen und Novellen wie Dyadovata Slavchova unuka („Großvater Slawchows Enkelin“, 1889), „Za chicha Staĭka“ („Für Onkel Stajka“, 1891), Razkazi i povesti („Geschichten und Erzählungen“, 1897), Strina Venkovitsa i snakha ì („Strina Venkovica und ihre Schwiegertochter“, 1925) und Prezhivyanoto („Die Erfahrung“, 1934), in denen er Motive aus dem Schicksal einfacher Menschen darstellte. Dabei stellte er das natürliche Landleben dem korrupten Dasein der Städter gegenüber. Er war ferner zwischen 1902 und 1925 Herausgeber der Zeitschrift Demokraticheski pregled („Demokratische Prüfung“).
Von dem als Michalaki Lozanow geborenen Michalaki Georgiew erschienen 1890 erste Veröffentlichungen, die die Veränderungen im Dorfleben und die patriarchalische Kultur am Ende des 19. Jahrhunderts unter Anlehnung an die Tradition der bulgarischen Aufklärung beschrieben. Zu seinen Schriften gehören Taka se lŭzhe chovek. Khumoreska („So lügt eine Person. Humoreske“, 1899) Tri sreshti. Spomeni ot minaloto („Drei Treffen. Erinnerungen an die Vergangenheit“, 1899) Ot kŭsmeta e vsichko na tozi svyat („Glück ist alles auf dieser Welt“, 1904) sowie das zweibändige Werk Razkazi i khumoreski („Geschichten und Humor“, 1919, 1921), das mit einem Vorwort von Iwan Wasow erschien. Seine Erzählungen und Humoresken handelten vom Land- und Provinzstadtleben seiner Heimat.
Der am 23. Mai 1897 ermordete Jurist Aleko Konstantinow schrieb sein erstes reifes Werk Do Čikago i nazad (1894) über seine 1893 stattgefundene Fahrt in die USA. In seinen Feuilletonartikeln und publizistischen Veröffentlichungen stellte er sich der politischen und sozialen Wirklichkeit am Ende des 19. Jahrhunderts. Sein bedeutendstes Werk ist der Romanzyklus Baj Ganjo, der eine große Wirkung auf die bulgarische Literatur und auf die Deutung nationaler Werte ausgeübt hatte und Objekt großer kultureller Debatten war. Mit „Baj Ganjo“ schuf er eine der populärsten Figuren in der bulgarischen Literatur, dessen Geschichte mehrfach verfilmt wurde, und zugleich den ersten satirischen Roman der bulgarischen Literatur. In deutscher Übersetzung erschienen Baj Ganju (1927), Der Rosenölhändler. Unwahrscheinliche Geschichten über einen bulgarischen Zeitgenossen (1959) und Nach Chicago und zurück. Reisenotizen (2016) sowie 2017 eine neue Ausgabe Bai Ganju, der Rosenölhändler.
Kiril Christow arbeitete als Gymnasiallehrer und Bibliotheksdirektor. Für seine dichterische Entwicklung waren die Begegnungen mit dem Westen bedeutungsvoll. Seine ersten Gedichtsammlungen wie Pesni i vŭzdishki („Lieder und Seufzer“, 1896), Trepeti („Zittern“, 1896), Vecherni senki („Abendschatten“, 1899), Na Krŭstopŭt („An der Kreuzung“, 1901) machten ihn zu einem der populärsten Dichter am Ende des 19. Jahrhunderts. Seine schwungvoll-vitale Gefühlslyrik ist streng individualistisch mit eigenartigen impressionistischen Elementen, die anfangs mancherorts epikureisch-erotisch und wie eine Absage an die traditionellen patriarchalen Werte klingen. Spätere Bände seiner emotionalen Lyrik waren Khimni na zorata („Hymnen im Morgengrauen“, 1911), Na nozh („Auf dem Messer“, 1913) und Vŭlnolom („Wellenbrecher“, 1937). Diese Ideologie wird auch in seinen meisterhaft lyrischen Balladen, Dramen und Romanen wie Boyan Magesnikŭt („Bojan, der Magier“, 1914), Ognen pŭt („Straße des Feuers“, 1917), Tŭmni zori („Dunkle Morgenröte“, 1920) und Tsedya na balkana („Belastung auf dem Balkan“, 1928) ausgedrückt. Christows Werk wird bis heute widerspruchsvoll bewertet.
Anton Straschimirow war als Redakteur zahlreicher Zeitschriften und Zeitungen für Literatur und aktuelle politische Fragen tätig. Er verfasste zahlreiche Erzählungen und Romane wie Smyakh i Sŭlzi („Lachen und Tränen“, 1897), Smŭtno vreme („Beunruhigende Zeiten“, 1898), Esenni („Herbst“, 1902), Krŭstopŭt („Die Kreuzungen“, 1904), Sreshta („Treffen“, 1904), Zmeĭ („Schlange“, 1919), Visjasht most bez pŭt („Hängebrücke ohne Straße“, 1919) und Vikhŭr („Wirbelwind“, 1922), in denen er über das patriarchalische Leben und den angestrengten Zustand der Persönlichkeit unter den Umständen einer historischen Krise schrieb. Er begann mit sozialen, realistischen Erzählungen und führte die Gattung des Bauernromans in die bulgarische Literatur ein. Am bedeutendsten ist der 1926 veröffentlichte Roman Horo („Reigen“), das wichtigste Prosawerk des Expressionismus. Seine Werke sind geprägt durch einen ausdrucksstarken Stil bei formaler Nachlässigkeit sowie durch die Verwertung ethnographischer und folkloristischer Details. Charakteristisch für sein Schaffen ist zudem die angestrengte Verschmelzung verschiedener stilistischer Linien. Er schrieb des Weiteren auch Dramen und Komödien wie Vampir (1902) und Svekŭrva („Die Schwiegermutter“, 1906). In deutscher Sprache erschien 1978 Die Schwiegermutter: Komödie in 5 Aufzügen.

### Die LiteraturgruppeMisal

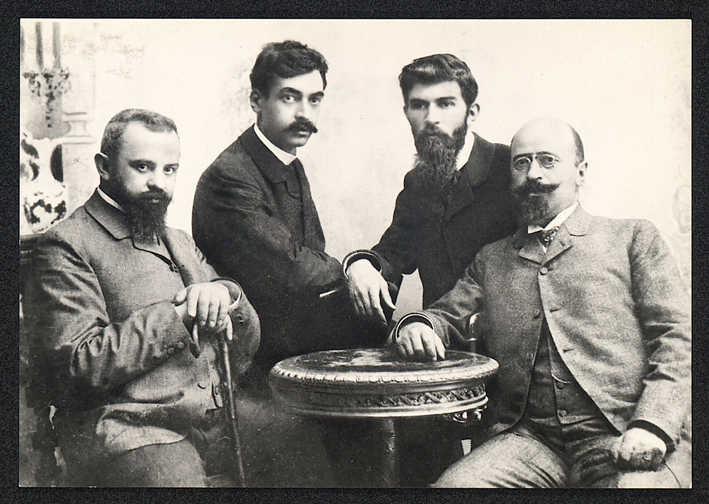
Der Misal-Kreis um Pentscho Slawejkow, Pejo Jaworow, Petko Todorow und Krastjo Krastew hatte von 1892 bis 1907 im literarischen Leben Bulgariens eine dominierende Stellung.

Um die 1892 gegründete Literaturzeitschrift Misal bildete sich mit dem Kreis Misal, die erste Literarische Gruppe in Bulgarien. Ihm gehörten Pentscho Slawejkow, Pejo Jaworow, Petko Todorow und Krastjo Krastew. Bis zur Einstellung der Zeitschrift 1907 hatte diese Gruppe vom Ende des 19. Jahrhunderts bis zum ersten Jahrzehnt des 20. Jahrhunderts im literarischen Leben Bulgariens eine dominierende Stellung. Innerhalb des Kreises herrschte ein Konflikt über die „Führungsrolle“ zwischen Slawejkow und Jaworow.
Pentscho Slawejkow, der jüngste Sohn des Schriftstellers Petko Slawejkow, war mit Aleko Konstantinow befreundet. Seine Lyrik in Gedichtbänden wie Momini sŭlzi („Mädchentränen“, 1888) und Epicheski pesni („Epische Lieder“, 3 Bände, 1896, 1898, 1902) zeichnete sich durch die Vielfalt in Gedichten, Miniaturen und Poems aus. In seinem Frühwerk zeigte sich die Prägung von russischer und deutscher Dichtung, vor allem von Heinrich Heine. Sein Werk vereinigt dabei in sich Gestalten aus der bulgarischen Folklore und dem Volksleben mit weltumfassenden Beispielen des romantischen Titanismus. Der 1906 erschienene Gedichtband Sŭn za štastie („Traum vom Glück“) enthielt Gedichte wie „Dokle e mladost“ (‚Wie lange ist die Jugend‘), „Bezumniĭ vikhŭr“ (‚Verrückter Wirbelwind‘), „Sprya se oracha“ (‚Der Pflüger hat aufgehört‘), „Viyat se oblatsi“ (‚Wolken wehen‘), „Kapchitsi dŭzhdovni“ (‚Regentropfen‘), „Nad bezkraĭnite poleta“ (‚Über die endlosen Felder‘), „Nad vŭrshini i dolini“ (‚Über den Gipfeln und Tälern‘), „Plakala e gorchivo“ (‚Sie weinte bitter‘), „Vo staichkata prŭska aromat“ (‚Sie sprüht Aroma in den Raum‘), „Ni lŭkh ne dŭkhva“ (‚Kein Atemzug atmet‘), „Spi ezeroto“ (‚Der See schläft‘) und „Morna lyatna nosht“ (‚Müde Sommernacht‘). Durch seine Werke wurde er zum Wegbereiter des Symbolismus. Weitere Gedichtbände waren Epičeski pesni. 1882 – 1907 („Epische Lieder. 1882 – 1907“, 1907) und Na Ostrova na blaženite („Auf den Inseln der Seligen“, 1910). Slawejkow, der zwischen 1908 und 1909 Direktor des Bulgarischen National Theater sowie von 1909 bis 1911 Direktor der Nationalbibliothek der Heiligen Kyrill und Method war, verfasste zudem den großen, Fragment gebliebenen Freiheitsepos Kŭrvava pesen („Das blutige Lied“, 1911–1913), in dem er nach dem metaphysischen Aspekt des nationalen Schicksals sucht. Er war stark von der Philosophie Friedrich Nietzsches beeinflusst, was sich insbesondere in Sjankata na Svrŭkhčoveka („Der Schatten des Übermenschen“) zeigt. Er war des Weiteren ein einzigartiger Literaturkritiker. In der bulgarischen Literatur nimmt er einen besonderen Platz ein: Er etablierte als erster bulgarischer Ideologe der Moderne ein ästhetisches Projekt zu ihrer Erneuerung. Das konzeptuelle Fundament seines Vorhabens war die Idee ihrer Europäisierung. Slawejkows Projekt verlief in zwei Hauptrichtungen: Einerseits sollten die Ideen des europäischen literarischen Denkens in das künstlerische Schaffen Bulgariens einfließen, andererseits sollten die nationale Eigenständigkeit und Identität bewahrt werden. So sind auch die Werke des Dichters gleichermaßen eine Widerspiegelung nationaler wie auch gesamteuropäischer Literaturprozesse, in denen er traditionelle und volkstümliche Wiedergeburtsthemen mit bis dahin unbekannten Problematiken, wie beispielsweise der Individualität, zusammenführt und so eine meisterhafte literarische Symbiose erwirkt. In deutscher Sprache erschien Bulgarische Volkslieder (1919).
Der als Pejo Totew Kratscholow geborene Pejo Jaworow war Postbeamter und erregte anfangs Aufsehen durch seine erste pathetische Revolutionsdichtung, die in den damals führenden Literaturzeitschriften Glas Makedonski, Den und Misul erschienen. 1901 erschien die erste Gedichtsammlung Stihotworenija (bulg. Стихотворения – „Gedichte“). Er nahm 1903 am Ilinden-Aufstand in Mazedonien teil und war in der folgenden reifen Periode seines Schaffens mit dem Literaturkreis Misul verbunden. Misul legte den Akzent auf den Individualismus und bedeutete eine kulturelle Bekehrung am Ende des 19. Jahrhunderts und am Beginn des 20. Jahrhunderts. Seine ersten reifen Werke sind mit nationalen und sozialen Problemen verbunden. Nach einem von 1906 bis 1907 erfolgten Studienaufenthalt begann eine neue Etappe seines Schaffens, bei der die Einsamkeit, das individuelle Leiden und die antithetischen Zustände im Vordergrund stehen. Durch seine Dichtungen wie in Podir senkite na oblacite („Den Schatten der Wolken nach“, 1910), die vielfach dämonische und elegische Züge trägt, erfolgte eine Wendung zum Symbolismus, als deren erster Vertreter er gilt. Die dramatischen Werke von Jaworow, der zwischen 1908 und 1913 Dramaturg am Nationaltheater Sofia tätig war, wie W polite na Witoscha (bulg. В полите на Витоша – „Am Fuße des Witoscha“) (1910) und Kogato gram udari, kak ehoto zaglahwa (bulg. Когато гръм удари, как ехото заглъхва – „Wenn es donnert, wird das Echo stumm“) (1912) sind von August Strindberg beeinflusst. Von seinen Werken sind Gedichte (1969), Gesammelte Gedichte (1974) und Den Schatten der Wolken nach (1994) in deutscher Sprache erschienen. Am 29. Oktober 1914 nahm er sich das Leben.
Petko Todorow wurde von seinem Freund Pentscho Slawejkow zu einer volkstümlichen Gestaltung in seiner dramatischen, epischen und lyrischen Dichtung angeregt, die anfangs sozialkritisch, von einem nuancenreichen realistischen Stil geprägt ist. 1895 erschien sein Gedichtband Stikhove na skuchnata lira („Gedichte der langweiligen Leier“). Seine Dramen und Erzählungen wie Idili (1908) und Drami (1910) stellen einen bemerkenswerten Versuch dar, die Konzeptionen des modernen Individualismus in den mythologischen Vorbildern der Folklore zu entdecken. 1919 erschien Skizzen und Idyllen in einer deutschen Übersetzung.
Krastjo Krastew war erster bulgarischer Literaturkritiker der Neuzeit und Mitglied der Bulgarischen Akademie der Wissenschaften.

## Das 20. Jahrhundert

### Literarische Entwicklungen bis zum Zweiten Weltkrieg
Die realistische, vorwiegend überlieferungsgebundene Literatur des 20. Jahrhunderts gab ihrerseits mit starkem Heimatgefühl, aber auch mit Sozialkritik eindringliche Bilder aus dem Alltag des bulgarischen Landlebens.
Von Elin Pelin, der unter dem Namen Dimitar Iwanow Stojanow geboren wurde und als Dorfschullehrer, Journalist und Bibliothekar arbeitete, erschienen 1895 erste Veröffentlichungen. Er schilderte in realistisch-psychologischen Erzählungen und Novellen wie Razkazi („Geschichten“, 1904), Geratsite („Die Geraks“, 1911), Pizho i Penda („Pischo und Penda“, 1917), Zemya („Erde“, 1922), Pod manastirskata loza („Unter der Klosterrebe“, 1936) das ihm aus seiner Jugend bekannte bäuerlich-patriarchalische Leben, die vormoderne Gebundenheit zwischen Land und Mensch. Seine Werke zeichneten sich durch genaue Stoffkenntnis, präzisen Ausdruck und gute Beobachtung aus und machten ihn zum führenden Belletrist Bulgariens. Darüber hinaus schrieb er zahlreiche humorvolle Kindererzählungen, -gedichte und -märchen wie Jan Bibijan („Jan Bibijan und seine Mondreisen“, 1933), die auch heute noch entzücken. In deutscher Übersetzungen erschienen Die Geraks (1944), Begegnung (1952), Die Versuchung und andere Geschichten (1959), Die Liebe aber ist das grösste (1959), Die Windmühle (1963), Schimmel, Tischtuch und Widderhorn und andere Märchen (1972), Kerle aus dem Sack (1975) sowie Hahn und Füchsin (1988).
Der Offizier und spätere Richter Georgi Stamatow war der führende Vertreter der städtischen Prosa. In Erzählungen und Romanen wie Vestovoĭ Dimo („Ordonnanz Dimo“, 1899), Viryanov („Wirjanow“, 1922), Narzanovi („Die Narsanows“, 1927), Malkijat Sodom („Das kleine Sodom“, 1929), Prashinki (1934) und Ribari („Fischer“, 1942) schilderte er die Stadt, in dem er vom privat-psychologischen und sozialen Gesichtspunkt ausgeht. Seine Erzählungen und Romane waren bitter satirisch und sarkastisch, oft krass naturalistisch. Zu seinen Hauptthemen gehören Einsamkeit, Entfremdung und Liebe. 1948 erschien posthum Na kotva („Vor Anker“). Er gilt als bedeutendster Vertreter des psychologischen Romans in der bulgarischen Literatur.
Stefan Kostow veröffentlichte seine ersten humoristischen Erzählungen und Feuilletons 1903 in Zeitungen. Er wurde mit Stücken wie Mŭzhemrazka („Hass“, 1914), Zlatnata mina („Die Goldmine“, 1926), Golemanov (1929), Morskata bolest („Seekrankheit“, 1929), Simeon (1929), Novoto pristanishte („Der neue Hafen“, 1931) und Ot mnogo um („Aus viel Verstand“, 1934) zum bedeutendsten Komödiendichter Bulgariens in den ersten vier Jahrzehnten des 20. Jahrhunderts. Seine humoristischen Schilderungen wie in den Erzählungen Tsarskata svatba. Khumoristichni razkazi („Die königliche Hochzeit. Humorvolle Geschichten“, 1936) des ländlichen und städtischen Alltags erreichen oftmals satirische Formen. Als Direktor des Ethnographischen Museums in Sofia verfasste er zudem wertvolle ethnographische und historische Untersuchungen wie Selski bit i izkustvo v Sofiĭsko („Ländliches Leben und Kunst in der Region Sofia“, 1935). Als deutsche Ausgabe erschien 1972 Golemanow oder Wie man Minister wird. Lustspiel in 3 Akten.
Jordan Jowkow veröffentlichte erste Erzählungen und Gedichte 1902 in Zeitungen und war Diplomat sowie Offizier in den Balkankriegen von 1912 bis 1913, was in seinen Kriegserzählungen geistreichen dichterischen Niederschlag findet. Das Erscheinen seines ersten Erzählwerks Razkazi („Geschichten“, 2 Bände, 1917–1918) und besonders der Novelle Zatvaryat (1920, „Der Schnitter“) brachten ihm die Anerkennung als führender Belletrist neben Elin Pelin. Seine Werke waren von einem realistischen Stil mit romantischen Elementen geprägt. Zugleich betonte er das Natürliche in der Darstellung des patriarchalischen Lebens in der Dobrudscha. Die in den 1920er Jahren veröffentlichten erzählerischen Meisterwerke wie insbesondere Staroplaninski legendi („Balkanlegenden“, 1927) und Vecheri v Antimovskiya khan („Im Gasthof zu Antimowo“, 1928) sind ein Ausbund an bildlicher Darstellung. Dabei steht der Mensch im Vordergrund seiner Weltanschauung, in dem er nach dem Bild des „ewig Bulgarischen“ strebt. In den 1930er Jahren schuf er Dramen und Romane wie Borjana („Die Prinzessin von Alfatar“, 1932) und Chiflikŭt kraĭ granitsata („Das Gut an der Grenze“, 1934), in denen er im Gegensatz zu seinen früheren Werken die bulgarische Gesellschaft im Zustand einer politischen und sozialen Krise schildert. In einer deutschen Übersetzung erschienen Das Gut an der Grenze (1939), Der Schnitter (1941), Im Gasthof zu Antimovo (1942), Die Prinzessin von Alfatar (1943), Die Erde ruft (1943), Bulgarische Geschichten (1952), Balkanlegenden (1959), Ausgewählte Erzählungen (1965) sowie Ein Frauenherz (1999).
Der als Gymnasiallehrer Stilijan Tschilingirow, der Lesehallen als Mittel der Volksbildung organisierte, veröffentlichte seit 1898 Gedichte wie in den Bänden Bljanove i tŭgi („Träume und Traurigkeit“, 1901), Pesen za selyaka („Ein Lied über einen Bauern“, 1914) und Za rod i chest („Für Familie und Ehre“, 1916) verfasste von romantisch-realistisch Gefühlen getragene Romane, die die Entwicklung des kleinstädtischen Lebens und der Zünfte seit der Befreiung des Landes 1878 schilderte. Am bedeutendsten war sein 1922 veröffentlichter Versroman Vlado Bulatov. Weitere Romane waren Hleb naš našustni („Unser täglich Brot“, 1926), Shinel bez pagoni („Mantel ohne Schulterklappen“, 1928) sowie Nevizhdan vrag („Ein unsichtbarer Feind“, 1936). Tschilingirow, dessen jüngerer Bruder der Archäologe Anastas Tschilingirow war, fungierte zwischen 1918 und 1922 als Direktor der Nationalbibliothek Sofia.
Der als Beamter und Bibliothekar tätige Dobri Nemirow, der 1902 seine ersten schriftstellerischen Arbeiten veröffentlichte, verfasste soziale und sittlich-psychologische Werke. Zu seinen Dramen, Erzählungen und historischen Romanen mit realistischer Darstellung des Volkslebens gehören Razkazi („Geschichten“, 1912), Drugiyat („Das Andere“, 1918), Bratya („Brüder“, 1927), Pŭrvi brazdi („Erste Furchen“, 1929), Prez ogŭnya („Durch das Feuer“, 1932), Angeloglasniyat („Die Engelsstimme“, 1938) sowie Dunavŭt („Die Donau“, 1943). Er war zwischen 1937 und 1940 Vorsitzender der Union bulgarischer Schriftsteller (Sŭyuza na bŭlgarskite pisateli).
Die ersten Veröffentlichungen von Georgi Rajtschew erschienen 1900 in Zeitschriften. Seine psychologisch feinsinnige Darstellungsweise ermöglichte später den reifen Stil für die Behandlung von Problemen des dörflichen und städtischen Alltags in Erzählungen wie Lyubov v poleto („Liebe auf dem Feld“, 1918) und Mŭnichŭk svyat. Belezhnik na edin razlyuben („Kleine Welt. Notizbuch eines Liebhabers“, 1920). In den 1920er Jahren nähert sich sein Werk dem Diabolismus an. Aus dieser Zeit stammte die Novelle Tsaritsa Neranza („Königin Neranza“, 1923), aber auch Razkazi (1923), eine Sammlung teuflischer Kurzgeschichten wie Lina und Gryakh („Sünde“). Pesen na gorata („Lied vom Wald“, 1928), eine Versübertragung der Fabeln von Iwan Andrejewitsch Krylow, gehört zu den besten der bulgarischen Übersetzungsliteratur. Weitere bekannte spätere Arbeiten waren Elenovo tsarstvo. Dramatichna legenda v stikhove („Das Hirschkönigreich. Eine dramatische Legende in Versen“, 1929) und Bozhi darove („Gaben Gottes“, 1930).
Teodor Trajanow, der als Diplomat an der Gesandtschaft in Österreich tätig war, pflegte Beziehungen zu Autoren wie Hugo von Hofmannsthal, Rainer Maria Rilke, Georges Duhamel, Stefan George und anderen westeuropäischen Dichtern. Aufgrund dieser Beziehungen bemühte er sich um Vermittlung zwischen westeuropäischer sowie slawischer Kultur und wurde zum führenden Vertreter des bulgarischen Symbolismus. Er war Redakteur der Zeitschrift Hyperion, die zwischen 1908 und 1910 zum konsequenten Organ des Symbolismus wurde. Seine Lyrik wie in den Gedichtbänden Regina Mortua (1909) und Khimni i baladi. Izbrani stikhotvoreniya. 1902 – 1909 („Hymnen und Balladen. Ausgewählte Gedichte. 1902 – 1909“, 1912) zeichnet sich durch eine rationalistische Ideographie, ein kompliziertes System von Symbolen und prophetische Rhetorik aus. Die nationale Idee, die besonders für die Kriegsperiode der Balkankriege und des Ersten Weltkrieges zwischen 1912 und 1918 charakteristisch ist, spiegelt sich, unter dem Gesichtspunkt des Universellen betrachtet, in seinem Werk wie Bŭlgarski baladi („Bulgarische Balladen“, 1921), Pesen na pesnite („Lied der Lieder“, 1923), Romantichni pesni („Romantische Lieder“, 1926), Osvobodeniyat chovek. 1905 – 1911 („Der befreite Mann. 1905 – 1911“, 1929) sowie Pantheon (1934).
Der Gymnasiallehrer und Ministerialbeamte Nikolai Liliew war ebenfalls einer der bedeutendsten Vertreter des bulgarischen Symbolismus. Seine euphonische, melancholische und symbolistische Lyrik wurde der folgenden Generation vorbildlich und führte zum Aufblühen der bulgarischen Dichtkunst. Sein Werk wie Ptitsi v noshtta („Vögel in der Nacht“, 1918), Lunni petna („Mondflecken“, 1922) und Stikhotvoreniya („Gedichte“, 1931) schilderte vor allem die Einsamkeit des Individuums in der modernen Welt. Er war zudem von 1934 bis zu seinem Tode 1960 Leiter des Nationaltheaters Sofia.
Emanuil Popdimitrow, der zwischen 1923 und 1943 Dozent für vergleichende Literaturgeschichte an der Universität Sofia lehrte, schrieb dramatische, epische und lyrische Werke, von denen seine romantisch-symbolistische Liebeslyrik wie Sŭnyat na lyubovta („Der Traum der Liebe“, 1912), Pesni („Lieder“, 1914), Placheshti vŭrbi („Placheshti vŭrbi“, 1914), Vecherni mirazhi („Abendtrugbilder“, 1920), Svobodni stikhove („Freie Verse“, 1921), Korabi („Schiffe“, 1923) und Pesni za rodnata zemya („Lieder über die Heimat“, 1929) am wertvollsten sind. Sein Hauptwerk war der 1939 erschienene humoristische Versroman V stranata na rozite. Khumoristichna poema („Im Land der Rosen. Scherzgedicht“).
Der als Georgi Stojanow Slatarew geborene Ljudmil Stojanow begann seine schriftstellerische Laufbahn mit Lyrik über symbolistische und historisch-patriotische Motive wie Videniya na krŭstopŭt. Elegii, pesni, poslaniya („Visionen am Scheideweg. Elegien, Lieder, Botschaften“, 1914), Mech i slovo. Geroichni pesni za Bŭlgariya („Schwert und Wort. Heldenlieder für Bulgarien“, 1917), Pramaĭka („Versbuch“, 1925), aber auch das Spätwerk Zemen zhivot. Stikhotvoreniya i poemi („Irdisches Leben. Gedichte und Poems“, 1939). Zu seinem umfangreichen ideologisch und stilistisch uneinheitlichen Werk gehören auch Versdramen wie Apolon i Midas. Antichna komediya („Apollo und Midas. Alte Komödie“, 1923), Gibelta na Rakovitsa („Der Tod von Rakovica“, 1924), Antigona. Tragediya v stikhove („Antigone. Tragödie in Versen“, 1926) und Vŭltsite pazyat stadoto („Die Wölfe bewachen die Herde“, 1936). Seine Erzählungen und Romane tragen realistische Züge der sozialen Wirklichkeit, gemildert durch die feine lyrische Sprache. Zu seinen Prosawerken gehören Zhenski dushi („Weibliche Seelen“, 1929), Benkovski. Edinŭ fantastichenŭ zhivotŭ („Benkovski. Ein fantastisches Leben“, 1930), Kholera. Voĭnishki dnevnik („Cholera. Militärisches Tagebuch“, 1935), Milosŭrdieto na Marsa („Die Barmherzigkeit des Mars“) sowie Zazoryavane („Dämmerung“, 1945). Als deutsche Ausgaben seiner Vorkriegswerke erschienen Cholera: 3 Erzählungen (1957) sowie Die Barmherzigkeit des Mars: Erzählungen (1958).
Dora Gabe, eine der ersten namhaften Schriftstellerinnen Bulgariens, verfasste erste schwermütige Lyrik in Gedichtsammlungen wie Temenugi („Veilchen“, 1908), Nyakoga („Irgendwann“, 1924), Zemen pŭt („Irdische Straße“, 1928) und Mŭlchalivi geroĭ („Stiller Held“, 1931) unter dem Einfluss des Symbolismus, vor allem von Pejo Jaworow.
Der Kunsthistoriker Nikolai Rainow, Vater des Schriftstellers Bogomil Rainow, trieb ursprünglich philosophische Studien, die ihn nach Reisen in den Mittleren Osten sowie Afrika zu mystischen Interpretationen der Kunstgeschichte führten und lehrte bis 1950 als Professor an der Nationalen Kunstakademie Sofia. Er gilt als größter bulgarischer Vertreter des Symbolismus und veröffentlichte Erzählungen und Romane wie Bogomilski legendi (1912), Očite na Arabija (1918), Videnija iz drevna Bŭlgaria (1918), Kniga za carete (1918), Meždu pustinjata I života (1919) und Svetilnik na dušata (1921). Er erreichte auch Bekanntheit durch seine Übersetzungen und Nacherzählungen von Märchen aus aller Welt sowie die Übersetzung von „Also sprach Zarathustra“ von Friedrich Nietzsche. In deutscher Sprache erschienen neben „Märchen aus aller Welt“ (1985) und „Bulgarische Märchen“ (1987) unter anderem „Die Braut des Vampirs“ (2006).
Von dem als Beamter und Journalist tätigen Dimtscho Debeljanow, der am 2. Oktober 1916 als Freiwilliger im Ersten Weltkrieg fiel, erschienen die ersten Veröffentlichungen seit 1906 in Zeitungen und Zeitschriften. Zusammen mit Nikolai Liliew war er Mitglied des Literaturkreises Zveno, dessen gleichnamige Zeitschrift 1914 eine der repräsentativen des bulgarischen Symbolismus ist. Er war Mitherausgeber von Bŭlgarska antologiya. Nashata poeziya ot Vazova nasam („Bulgarische Anthologie. Unsere Poesie seit Wasow“), einer der ersten Versuche zur Konzipierung der bulgarischen Dichtkunst. Seine eigenen Gedichtsammlungen wie Stikhotvoreniya („Gedichte“, 1920) und Zlatna pepel (1924) erschienen erst posthum nach seinem Tode am 2. Oktober 1916 während des Kriegsdienstes im Ersten Weltkrieg. Seine Lyrik ist ein Meisterwerk der bulgarischen Elegie. Sie trägt einige Züge der romantischen und symbolistischen Konventionen, ohne zu ihnen zu gehören. In seinen klangschönen Dichtungen verband er vielmehr Einflüsse der Romantik mit Elementen des Symbolismus. In deutscher Sprache erschienen Gesammelte Gedichte (1976), Leg Deine Hand auf meine Lippen: Gedichte (2003) sowie Ich vergehe und werde geboren: Gedichte (2003).
Christo Smirnenski, ein Meister des Verses und einzigartiger Feuilletonist, begann mit humoristischen und satirischen Gedichten. Er erlangte größte Bedeutung mit seiner revolutionären Dichtung in Werken wie Da bǔde den! (1922), Decata na grada (1922) und Zimni večeri (1924), die eine originelle Vereinigung der symbolistischen und der politisch radikalen Poetik unter Einfluss der linken Ideen zeigt. 1976 erschienen in einer Übersetzung von Norbert Randow unter dem Titel „Feuriger Weg“ Gedichte und kleine Prosa, wobei das Gedicht ‚Karl Liebknecht‘ von Kurt „KuBa“ Barthel nachgedichtet wurde.
Dimitar Schischmanow, der von 1943 bis 1944 Außenminister war, schilderte in seinen Erzählungen und Romanen wie Deputatŭt Stoyanov (1919), Buntovnik (1920) und Stranni hora (1924) das Leben der städtischen Intelligenz und die politischen Probleme der höheren Gesellschaftskreise unter dem Gesichtspunkt rechter politischer Ideen betrachtet. Daneben veröffentlichte er auch Dramen und Reisebücher.
Nach Aufenthalten in London zum Studium der englischen Literatur gab der 1925 ermordete Geo Milew, der mit dem belgischen Dichter Émile Verhaeren befreundet war, die modernistischen Literaturzeitschriften Vezni (1912 bis 1922) und Plamuk (1924) heraus. Nach ersten dichterischen Versuchen unter dem Einfluss des Symbolismus wurde er mit seinen Gedichtsammlungen Žestokijat prǔsten (1920), Ekspresionistično kalendarčce (1921), Ikonite spjat (1922) und Krǔštenie s ogun i duh (1923) zum bedeutendsten Vertreter des Expressionismus Bulgariens. Sein berühmtestes Werk ist das später konfiszierte Poem Septemvri (deutsch: September, 1973) über den Bürgerkrieg 1923. 1975 erschien in deutscher Sprache „Tag des Zorns“.
Der spätere Vorsitzende des Schriftstellerverbandes Konstantin Konstantinow verfasste in seinen Erzählungen und Romanen Kǔm blizkaja (1920), Ljubov (1925), Po zemjata (1930), Krǔv (1933), Treta klasa (1936), Sedem časǔt zaranta (1940) und Ptica nad požarištata (1946) psychologisch-städtische Prosa und historisch-essayistische Texte über Aufklärer und Revolutionäre Bulgariens. Von großer Bedeutung sind aber auch seine Reisebeschreibungen Našata zemja hubava (1940) und seine Memoiren Put prez godinite, die zwischen 1959 und 1966 in drei Bänden erschienen.
Christo Jassenow, der an den Balkankriegen 1912 und 1913 sowie am Ersten Weltkrieg teilnahm, war ein symbolistischer Lyriker, der gefühlvolle Gedichte mit neoromantischen Elementen wie in Ritsarski zamŭk („Ritterschloss“, 1921) verfasste.
Der auch als Lehrer tätige Stojan Sagortschinow verfasste historische Novellen und Romane wie Legenda za sveta Sofia (1926), Den posleden – den gospoden (3 Teile, 1931 bis 1934), Praznik v Bojana (1950) und Ivajlo (1952) sowie die Dramen Pŭrvata sŭlza na Don Žuan (1938) und Rŭka Ilieva (1943), in denen er das individuelle Schicksal des Menschen im Kontext wichtiger historischer Ereignisse schilderte. In deutscher Sprache erschien „Der jüngste Tag“ (1977), eine Übersetzung des historischen Romans Den posleden.
Der ebenfalls als Lehrer tätige und zu den thrakischen Bulgaren gehörende Konstantin Petkanow, der 1944 auch Präsident der Union der Thrakischen Verbände war, war Verfasser zahlreicher Erzählungen, Novellen und Romane wie Trakijski razkazi (1925), Bez deca (1927), Beglec> (1929), Staroto vreme (1930), Vjatŭr eči (1933), Morava zvezda kŭrvava (1934, deutsch: „Ein purpurroter Stern“, 1975), Indže vojvoda (1935, deutsch: „Die Heiducken“, 1980), Preselnici (1937) und Angelina (1940), in denen er den Akzent besonders auf das Leben in den Dörfern und die Kriege setzte. In deutscher Sprache erschien zudem 1982 der Roman „Das Lehmziegelhaus“ (Original: Kirpičenatakăšča).
Assen Raszwetnikow, der auch ein bekannter Übersetzer war und zu den besten Kinderbuchautoren Bulgariens gehört, zeichnete sich in seiner Lyrik in Gedichtbänden und Poems wie Žervetni kladi (1924), Dvojnik (1927), Planinski večeri (1934), Stichotvorenija (1942) und Podvigǔt (1946) durch philosophisch-pessimistische Einstellungen aus.
Der führende Vertreter des bulgarischen Diabolismus war Swetoslaw Minkow, der sich in seinen Werken wie Sinjata chrizantema (1922), Ognenata ptica (1927), Kǔštata pri poslednija fener (1931), Avtomati (1932), Damata s rengenovite oči (1934, deutsch: „Die Dame mit den Röntgenaugen“, 1955), Razkavi v taraležova koža (1936) und Patent SAS (1936) in skurriler Form und voller Phantastik von der realistischen Tradition abwendete. In deutscher Sprache erschienen zudem „Wie der Krähenjunge Sänger wurde“ (1974) und „König Schlaflos“ (1977).
Bereits als Siebzehnjähriger wurde Angel Karalijtschew 1920 durch sein Gedicht ‚Orelut‘ in der Schülerzeitung Učeničeska misul entdeckt und war danach Mitarbeiter zahlreicher Literaturmagazine. Durch Erzählungen wie Rǔž (1925), Imane (1927), Razkazi(2 Bände, 1931–1932), Rosenskijat kamen most (1941), Sukolova nida (1946) und Naroden zakrilnik (1949), aber auch seine Märchen Prikazen svjat (3 Bände, 1939–1930, englisch: „The World of Tales“, 1963) und Žitenata pitka (1948, deutsch: „Das kleine runde Weizenbrot“, 1976), in denen er viele geschichtliche und volkstümliche Motive bearbeitete, wurde er zu einem der führenden Vertreter der lyrischen Prosa.
Der als Lehrer, Redakteur und Bibliothekar tätige Nikola Furnadschiew veröffentlichte 1918 seine ersten Werke als Fünfzehnjähriger und verfasste 1925 mit der Gedichtsammlung Proleten vjatǔr sein bedeutendstes Werk, dessen lyrische Welt auf dem Mythologischen und Triebhaften mit Elementen der Poetik des Imaginismus beruht. Die seit den 1950er Jahren erschienenen Lyrikbände wie Po putištata ti vǔrvjah (1958), Slǔnce nad planitnite (1961), Nai-trudnoto (1964) sowie Sučinenija (Gesammelte Werke, 4 Bände, posthum, 1970–1973) waren jedoch in der Konvention des damaligen realistischen Sozialismus verfasst.
Atanas Daltschew war ein Antagonist des bulgarischen Symbolismus in den 1920er Jahren und setzte ihm die sogenannte ‚Gegenstandsästhetik‘ entgegen. In seinen Lyrikbänden wie Prozerec (1926), Stichotvorenija (1928), Pariž (1930) und Angelǔt na Šartur (1943) wurde zugleich das Gegenstandsbezogene und das Metaphysische am Detail vertreten. Seine Gedicht- und Essaysammlung Stichotvorenija, fragmenti, misli i vpečatlenija (1974) erschien 1980 unter dem Titel „Fragmente“ auch in deutscher Sprache.
Auch Elisaweta Bagrjana arbeitete zunächst als Lehrerin, ehe sie später ein freies und vitales Künstlerleben völlig ihrer Dichtung widmete. Nach Reisen durch Europa erschienen bereits 1915 erste Veröffentlichungen. Ihre drei ersten größeren Gedichtsammlungen Večnata I svjatata (1927), Zvezda na morjaka (1932) und Surce čoveško (1936) sind voll Optimismus sowie Lebenshunger und offenbaren mit melodischem Reichtum ihre Sehnsucht nach dem allgemein Menschlichen und Unbekannten, die über Traditionen hinausführt und von neuen Lebensformen träumt. Ihre Lyrik schilderte zudem erstmals die Frau als geistliches und soziales Subjekt vor dem Hintergrund patriarchalischer Traditionen. Nach dem Krieg erschienen mit Pet zvezdi (1953) und Izbrani proizvedenija (1957) noch zwei weitere Werke.
Der Volksschullehrer Orlin Wassilew wurde bereits 1929 mit dem Roman Bjalata pǔteka bekannt und schrieb mehrere weitere Romane wie Tor (1932), Ognenijat obrǔč 1923 (1935), Hajdutin majka ne hrani (1937), Zǔb na zǔb (1944). Nach der kommunistischen Machtübernahme 1944 verfasste er als sozialistischer Dichter Dramen wie Trevoga (1948), Ljubov (1952) sowie Zaroveno slǔunce (1959). Er war aber auch Kulturpolitiker, Rundfunkintendant in Sofia und zuletzt zwischen 1963 und 1964 Direktor der Nationalbibliothek.
Tschudomir, der unter dem Namen Dimitar Christow Čorbadžijski geboren wurde, schuf kurze humoristische Erzählungen und Feuilletons, in denen er die Lebensformen der Menschen aus der Provinz und der modernen Welt gegenüberstellte. Zu seinen Werken gehören die Erzählungen Ne sŭm ot tjach („Ich bin keiner von ihnen“, 1932), Našenci. Veseli raukazi I draskulki („Unsere Leute“, 1935), Alaminut (1938), Koj kakto ja naredi (1940) und Konsul na Golo Bŭrdo (1947). In einer deutschen Übersetzung wurden „Das Begräbnis und andere heitere Geschichten“ (1962), „Humor in Opanken“ (1970) und „Humoristische Erzählungen“ (1971) veröffentlicht.
Überwiegend autobiografisch geprägte Werke schuf Krum Welkow, der auch als Politiker tätig war. Nach ersten Veröffentlichungen in der Zeitung Nov put war sein ganzes Schaffen in den drei Romanen Selo Borovo (1932), Voditel (1942) und Životǔt na Petǔr Dašev (1946) und seinem Poem Septemvriec Nikodim von seiner Teilnahme am Septemberaufstand 1923 geprägt.
Christo Radewski, langjähriger Generalsekretär des Schriftstellerverbandes, war ein führender kommunistischer Dichter und verfasste klassenkämpferische und humorvolle Fabeln, Lyrik, Satiren und Kinderbücher. Zu seinen Werken gehören unter anderem die Gedichtsammlungen Kǔm partijata (1932), Puls (1933), Nie sme pravova strana (1933), Te ošte živejat (1959) und Nebeto e blizko (1963).
Im Stile des sozialistischen Realismus schilderte Stojan Daskalow bereits seit Mitte der 1930er Jahre in Erzählungen und Romanen wie Mǔka (1935), Kolovoz (1937), Magdina čuka (1940),Pod jamurluka (1941), Dvor (1943), Pǔt (3 Teile, 1945 bis 1950), Pri svoite (1946), Bez mežda (1949) und Devojkata ot prochoda (1949, deutsch: „Das Mädchen vom Pass“, 1953) das ländliche Leben in Bulgarien mit seinen politischen, sozialen und wirtschaftlichen Problemen und seinen Veränderungen durch die beiden Weltkriege. 1959 erschienen mit Patečki iz poliata. Izbrani proizvedenija za deca i junoši ausgewählte Werke für Kinder und Jugendliche mit Illustrationen von Ilja Petrow.
Die realistisch-sozialen Arbeiten von Maria Grubeschliewa wie die Gedichtbände Chliab i vino (1930), Ezičeski pesni (1933), Streli (1936), Ulica (1942), Stichotvorenija (1945) und Romane wie Nasrešten viatǔr (1941) und Prez igleno ucho (1948) waren anfangs lebenslustig und spiegelten später ihre Erlebnisse wider, die sich mit der sozialen Wirklichkeit des Landes verbanden.
Georgi Karaslawow, dessen erste Erzählungen Uličnici bereits 1926 erschienen und dessen Schaffen mit den linken Ideen verbunden war, war ein realistischer Schilderer des Bauernlebens mit genauer psychologischer Beobachtung. Seine bedeutendsten Werke sind die Romane Tatul (1938, deutsch: „Der Stechapfel“, 1964) und Snacha (1942, deutsch: „Die Schwiegertochter“, 1954). Seine gesammelten Erzählungen Selski istorii (2 Bände, 1946 bis 1950) erschienen 1956 unter dem Titel „Der ungläubige Thomas“ in deutscher Sprache. Aus seinem vierbändigen Romanzyklus Obiknoveni chora (1952–1975) erschien 1958 Stanka auf Deutsch. Er war ferner zwischen 1947 und 1949 Direktor des Nationaltheaters in Sofia und verfasste 1949 auch Essays über Schriftsteller wie Christo Smirnenski und Elin Pelin.
Der 1942 von der deutschen Besatzungsmacht 1942 erschossene Nikola Wapzarow war als KP-Mitglied mehrfach in Haft und der führende proletarische Dichter, dessen Werke wie Motomi pesni (1940), Izbrani stichotvorenija (posthum 1946) und Sunrani sǔčinenija (posthum 1959) eine Vereinigung von revolutionärem Pathos und alltäglicher Sprache sind sowie eine tragische und zugleich utopische Welt schaffen.

### Nachkriegszeit und Sozialistischer Realismus
Nach 1945 setzten sich in der Volksrepublik Bulgarien bis zum Untergang des Kommunismus 1990 die Forderungen des sozialistischen Realismus durch. Wie in den anderen kommunistisch regierten Ländern wurde der am 23. April 1932 vom Zentralkomitee der KPdSU in der Sowjetunion verordnete sozialistische Realismus die in Film, Literatur, Musik und bildender Kunst für verbindlich erklärte „Schaffensmethode“. Gefordert wurde die „wahrheitsgetreue, konkret-historische Darstellung der Wirklichkeit in ihrer revolutionären Entwicklung“. In der Stalin-Ära wurden literarische Formexperimente und ungegenständliche Kunst strikt abgelehnt und eine „parteiliche“, schönfärberische Darstellung der sozialistischen Wirklichkeit verlangt. Der den Künstlern gewährte Spielraum war von Land zu Land unterschiedlich groß. Der sozialistische Realismus hatte nach 1945 in den sozialistischen Ländern den Rang einer offiziellen Staatskunst, in der Abweichungen nicht oder kaum geduldet wurde. Der sozialistische Realismus somit die Arbeiterklasse darstellen und gleichzeitig beeinflussen. Er hatte die Aufgabe, sozialistisches Bewusstsein zu wecken und das Proletariat für den Klassenkampf zu erziehen. Neben Szenen aus der Welt der Arbeit waren Parteitreue, Kollektivismus und ideologisierende Feiern die bevorzugten Entwicklungen. Nach dem Zusammenbruch der sozialistischen Regime Osteuropas Ende der 1980er und Anfang der 1990er Jahre wurde der Sozialistische Realismus zum Ausgangspunkt einer künstlerischen freieren Entwicklung.
Ljudmil Stojanow glaubte nach der kommunistischen Machtübernahme seinen Weg im radikalen sozialistischen Realismus gefunden zu haben. Nach 1945 erschienen von ihm unter anderem weitere Erzählungen, Gedichtbände, Erzählungen, Romane, aber auch Essays wie Pŭtyat na makhaloto. Antifashistki statii („Der Weg des Pendels. Antifaschistische Artikel“, 1946), Amerikanskite zverstva v Koreya („Amerikanische Gräueltaten in Korea“, 1951), Otvŭd zhelyaznata zavesa. Stikhotvoreniya („Jenseits des Eisernen Vorhangs. Gedichte“, 1953), Pistolet i tsigulka. Razkazi („Pistole und Geige. Geschichten“, 1966), Baladi i poemi („Balladen und Gedichte“, 1970) und Voĭna („Krieg“, 1973).
Dora Gabe, die als Kulturattaché an der Botschaft in der Volksrepublik Polen tätig war, verfasste nach Kriegsende Gedichtsammlungen wie Vela (1946) und Nespokoĭno vreme („Unruhige Zeiten“, 1957), aber auch sozialistische Gedichte. Für die Spätwerke wie Pochakaĭ, slŭntse („Warte, Sonne“, 1967), Nevidimi ochi („Unsichtbare Augen“, 1970), Glŭbini („Tiefe“, 1976) und Svetŭt e taĭna („Die Welt ist ein Geheimnis“, 1982) ist die philosophische Verinnerlichung charakteristisch. Sie verfasste zudem Kinderbücher und war die führende Schriftstellerin der bulgarischen Literatur ihrer Zeit. In deutscher Sprache erschien 1972 Mutter Paraschkeva. Romanhafte Biographie für Jugendliche.
Als einer der profiliertesten Autoren Bulgariens gilt Dimitar Talew, der bereits vor dem Zweiten Weltkrieg neben Dramen, Erzählungen und Märchen den dreibändigen Roman Usilni godini (1928 bis 1930) verfasst hatte. Ihm gelang die Einbeziehung historischer Motive der Freiheitskämpfe, auch in Makedonien, meisterhaft, vor allem in dem kurz vor seinem Tode vollendeten Romanzyklus, zu dem die Romane Želesnijat svetilnik (1952, deutsch: „Der eiserne Leuchter“, 1957), Ilinden (1953, deutsch: „Der Eliastag“, 1963), Prespanskite kambani (1954, deutsch: „Die Glocken von Prespa“, 1959) und zuletzt Glasovete vi čuvam (1966) gehören. Sein Roman Hilendarskijat monach (1962) erschien 1967 unter dem Titel „Der Mönch von Chilendar“ ebenfalls in einer deutschen Übersetzung.
Alexander Gerow gehörte zur sogenannten „Generation der 40er“, die den Zweiten Weltkrieg und die Krise des Humanismus dramatisch erlitten hat. In seinen Gedichtbänden wie Nie horata (1942), Stichotvorenija (1956), Nai-hubavoto (1958), Svoboden stich (1967), Ljubovna lirika (1983), Vnezapni stichotvorenika (1986) und Kniga za Tamara (1986) lehnte er sich an die Neue Sachlichkeit der 1920er Jahre an, suchte nach dem Metaphysischen am Gegenstand und arbeitete die wesentlichen existentiellen Probleme heraus. In den 1960er Jahren schrieb er auch Prosawerke wie Fantastični noveli (1966, deutsch: „Phantastische Novellen“, 1968), in denen er philosophische Probleme durch das Phantastische zum Ausdruck bringt. 1980 gab Norbert Randow im Verlag Neues Leben einen kleinen Band von Gedichten mit dem Titel „Alexander Gerow“ in deutscher Sprache heraus.
Der Arzt Waleri Petrow, der von 1945 bis 1962 Redakteur der humoristischen Zeitschrift Stŭršel war, gilt als einer der größten Vertreter der sogenannten „Generation der 40er“. Seine Gedichtbände und Poems wie Stichotvorenija (1949), Tam na zapad (1954), V mekata esem (1961), Poemi (1962), Dŭžd vali slŭnce gree (1967) und Na smjah (1970) zeichnen sich durch meisterhafte Verse, durch Ironie aus und geben den Geist der modernen Stadt wider. Neben Drehbüchern für das Spielfilmstudio Sofia verfasste er auch Bühnenwerke wie das Lustspiel Kogato rosite tanzuvat (1965, deutsch: „Wenn die Rosen tanzen“, 1965) und gilt als der beste Übersetzer von William Shakespeare in die bulgarische Sprache. In deutscher Sprache erschien zudem „Grosses Musketier-Ehrenwort. Stück in 4 Teilen“ (1980, Original: Čestna musketarska).
Auch Bogomil Rainow, Sohn von Nikolai Rainow, gehört zu den Vertretern der „Generation der 40er“ und verfasste nach zunächst städtischer Lyrik wie Stichotvorenija (1941) und Ljuboven kalendar (1942). Später verfasste er nur noch Prosa und kunstwissenschaftliche Essays, wurde aber vor allem sehr berühmt durch seine Kriminalromane. Zu seinen weiteren Werken gehören dabei die Erzählungen und Novellen Čovekut ot ŭgŭla (1958, deutsch: „Herr Niemand. Ein Mann aus der Vergangenheit“, 1966), Duždovna večer (1961), Kakto samo nie umirame (1961), Noštni bulevardi (1963), Inspektorŭt i noštta (1964, deutsch: „Der Inspektor und die Nacht“, 1967) und Pŭtišta za nikŭde (1976) und die Essays und Studien Estetika (1952), Eros i Tanatos (1971) und Masovata kultura (1971).
Ein führender zeitgenössischer Tierschriftsteller war Emilijan Stanew, in dessen meisterhaft plastischen Werken, die das städtische Leben schildern, die Problematik der Persönlichkeit während einer gesellschaftlichen Krise im Mittelpunkt stehen. Seine historischen Romane sind ein Versuch zur Darstellung des universellen Dramas des Menschlichen. Zu seinen Arbeiten gehören die Erzählungen Sami (1940), Vǔlči nošti (1943, deutsch: „Wolfsnächte“, 1968), Mečtatel (1939), Delnici i praznici (1945), Diva patica (1946), Januarsko gnezdo (1953), aber auch Novellen wie Kradezǔt na praskovi (1948, deutsch: „Der Pfirsichdieb“, 1963), Kogato skrežǔt se topi (1950) und Legenda za Sibin, preslavskija knjaz (1968, deutsch: „Die Legende von Sibin, dem Fürsten von Preslav“, 2013). Ferner schrieb er auch Romane, zu denen Ivan Kondarev (1958, deutsch: „Heißer Sommer“, 1963) und Antichrist (1970, deutsch: „Der Antichrist“, 1974) zählen. Weiterhin erschienen „Nächtliche Lichter“ (1969), „Das naschhafte Bärchen“ (1972, Original: Lakomoto meče), „Janko und der graue Wolf“ (1977), „Ein Häuschen unterm Schnee“ (1977), „Durch Wald und Flur“ (1980, Original: Prez gori i vodi), „An einem stillen Abend“ (1983), „Der Hirsch mit dem Perlmuttgeweih und andere Erzählungen“ (1984), „Sonnenfleckchen. Märchen“ (1987, Original: Slănčevoto zajče) und „Die Königin von Tarnovo“ (2915, Original: Tărnovskata carica) in deutscher Sprache.
Bereits im Alter von fünfzehn Jahren erschienen erste Gedichte von Wesselin Chantschew, dessen erster Gedichtband Ispanija na krǔst (1937) erschien. Von besonderem dichterischen Wert waren seine Werke nach dem Zweiten Weltkrieg wie Stichove v palaskite (1954), Lirika (1961) und Za da ostaneš (1965), in deren Lyrik er nach den psychologischen Dimensionen des Menschen während des Krieges suchte. Bei der Schilderung existentieller Probleme strebte er nach einem aphoristischen Ausdruck der lyrischen Sprache.
Ein typischer Vertreter des sozialistischen Realismus war Andrej Guljaschki, der von 1967 bis 1969 Direktor des Nationaltheaters „Iwan Wasow“ war. Er schrieb Romane mit einem großen thematischen und stilistischen Umfang wie Smurtna prišuda (1940), Novolunie (1944), Prikljucenijata na Avakum Zahov (1961), Sreštu 07 (1966) und Domut s mahagonovoto stǔlbište. Semejna hronika (1975), von denen die Kriminalromane besonders populär wurden. In deutschen Ausgaben erschienen „MT-Station“ (1953, Original: MT-Stancija), „Das Geheimnis des silbernen Bechers“ (1962, Original: Kontrarazuznavane), „Abenteuer um Mitternacht“ (1967, Original: Priključenie v polunošč) und „Der Fall in Momtschilovo“ (1974, Original: Slučajat v Momčilovo).
Ein erfolgreicher Autor war Dimitar Dimow, dessen Romane Poručik Benz (1938, deutsch: „Leutnant Benz“, 2014), Osǔdeni duši (1945, deutsch: „Verdammte Seelen“, 1971) und Tjutjun (1951, deutsch: „Tabak“, 1957) insbesondere in der Gesellschaft des 20. Jahrhunderts spielten und die soziale und politische Krise während des Zweiten Weltkrieges darstellten. Er verfasste mit Ženi s minalo (1960), Vinovniijat (1961) und Počivka v Arko Iris (1963) auch eine Reihe von Dramen.
Der als Nikola Gugow geborene Pawel Weschinow arbeitete als Drehbuchautor und gehört zu den Vertretern städtischer Prosa. Besondere Bekanntheit erlangte durch seine Science-Fiction-Werke, deren Problematik die moralischen Bereiche des Menschlichen betreffen. Zu seinen Werken gehören neben den Romanen Sinijat zalez (1947), Zvezdite nad nas (1966), Gibelta na Ajaks. Nad vsičko (1973), Noštem s belite kone (1975, deutsch: „Nachts mit weissen Pferden“, 1979) und Vezni (1982) auch die Novellen Vtora rota (1949, deutsch: „Die zweite Kompanie und andere Erzählungen“, 1957), V poleto (1950), Krajat na putja (1958, deutsch: „Am Ende des Weges. Kriminalroman“, 1964), Sinite peperudi (1968), Barierata (1976) und Ezernoto momiče (1978). Des Weiteren erschienen von ihm zahlreiche Erzählungen, zu denen Na post (1947), Našata sila (1958), Momčeto s cigulkata (1963) und Dǔh na bedemi (1966) gehören. Weiterhin erschienen in deutscher Sprache „Fern von den Ufern“ (1962, Original Daleče ot bregovete), die Kriminalerzählung „Alles sucht Vasko“ (1963, Original: Proizšestvie na tichata ulica), „Die große Fußspur“ (1968, Original: Goljamata stŭpka) und „Das Geständnis“ (1976, Original: Samopriznanie).
Georgi Dschagarow drückte schon in seinem ersten Gedichtband Moite pesni (1954) seine Gefühle und Erlebnisse aus dem Widerstand im Zweiten Weltkrieg aus. Danach bildeten Vaterlandsliebe und Zivilcourage im Sinne des kommunistischen Moralkodexes den Grundton seiner Werke wie die Gedichtsammlungen V minuti na mŭlchanie (1958) und Ponyakoga (1975). Sein Drama Prokurorat (1965) wurde 1970 mit dem Titel „Der Staatsanwalt“ auf Deutsch veröffentlicht.
Der studierte Ingenieur, Jurist und Politikwissenschaftler Stefan Ditschew schrieb in seinen Geschichtsromanen und -novellen insbesondere über die Wiedergeburt der Nation Bulgarien und die Befreiung von der osmanischen Fremdherrschaft. In seinen Werken wie Za svobodata (1954–1956), Pŭtyat kŭm Sofiya (1962), Eskadronŭt (1968) und Sreshta na silite (1978) schilderte er sowohl das alltägliche Leben als auch das Heldenhafte im geschichtlichen Kontext zu dieser Befreiung. Zu den zahlreichen in deutscher Übersetzung erschienenen Werken gehören „Der Weg nach Sofia“ (1969), „In der Festung des Sultans“ (1972), „Die Eskadron“ (1978) und „Geheimauftrag Istanbul“ (1981).
Iwailo Petrow schilderte in seinen Erzählungen, Novellen und Romanen Nonkinata ljubov (1956), Mŭrtvo vŭlnenie (1961), Predi da se rodja. I sled tova (1968), Ljubov po plande (1976), Naj – dobrijat graždanin na republikata (1980) und Hajka za vǔlci (1982) von den 1950er bis zu den 1980er Jahren vor allem die Spannung zwischen der patriarchalischen Tradition und der modernen Gesellschaft, die widersprüchliche Vorstellungen des Lebens in den Dörfern verursacht. Seine Werke sind eine meisterhafte Darstellung und psychologische Charakterisierung und spiegelten immer das Politische wider, vom Gesichtspunkt des Existentiellen und Ethischen aus beurteilt. In deutscher Übersetzung wurden von ihm „Nonkas Liebe“ (1960), „Und wenn ich dich zwingen muss“ (1964), „Der beste Bürger der Republik“ (1968), „Bevor ich zur Welt kam… und danach“ (1975) und zuletzt „Wolfsjagd“ (1989).
Bereits in den 1950er erschienen erste Veröffentlichungen von Ljubomir Lewtschew in Zeitungen und Zeitschriften. Er gehörte zu den Vertretern der sogenannten „Aprilgeneration“ von Dichtern, die am Ende der 1950er Jahre neue Formen in die dogmatische kommunistische Ästhetik einführten und veröffentlichte Gedichtbände wie Zvezdite sa moi (1957), Zavinagi (1960), Observatoriya (1967) und Strelbište. In den 1970er Jahren wurde seine Dichtung zu einem Ausdruck der staatlichen Politik und es erschienen Gedichtsammlungen wie Dnevnik za izgaryane (1973), Samosŭd (1975) und Baven marš i drugi stikhotvoreniya (1984).
Die Dichterin und Übersetzerin Blaga Dimitrowa, die von 1992 bis 1993 zweite Vizepräsidentin der Republik Bulgarien war, veröffentlichte erste Gedichte 1938 als Sechzehnjährige und war Vertreterin der Dichtergeneration der 1940er Jahre. In ihren seit 1960er Jahren veröffentlichten Anthologien wie Do utre (1959), Obratno vreme (1965), Osŭdeni na lyubov (1967, deutsch: „Verurteilt zur Liebe“, 1981) und Prostranstva (1980) strebte sie nach Experimenten in der dichterischen Form und Weltanschauung. Daneben schrieb sie auch eine Reihe von Romanen, in denen sie mit dem Pathos des Kollektivismus brach und in das individuelle Leben zurückkehrte. Zu ihren Romanen gehören Pŭtuvane kŭm sebe si (1965), Otklonenie (1967, deutsch: „Liebe auf Umwegen“, 1980), Lavina (1971, deutsch: „Die Lawine“, 1981) und Lice (1981), der eine Herausforderung an die Methode des sozialistischen Realismus ist. Spätere Erscheinungen in deutscher Sprache waren „Fenster zur Hoffnung“ (1986) und „Narben“ (1999).
In den 1960er und 1970er Jahren erschienen einige repräsentative Romane und Erzählungen von Kamen Kaltschew wie Semejstvoto na tǔkacite (2 Teil, 1956, 1960), Dvama v novija grad (1964, deutsch: „Zwei in der neuen Stadt“, 1988), Pri izvora na života (1964), Sofijski razkazi (1967, deutsch: „Sofioter Erzählungen“), Maski (1971) und Ogledaloto (1977), in denen er Ereignisse der Gegenwart und der nahen Vergangenheit in den Augen des ‚kleinen Mannes‘ beschrieb. Unter dem Titel Sin na rabotničeskata klasa verfasste er zudem eine Biografie des Politikers und Generalsekretärs der Kommunistischen Internationale Georgi Dimitroff, die unter dem Titel „Es kam ein Mann aus Jutschbunar. Georgi Dimitroff, eine Biographie“ 1975 auch in deutscher Sprache erschien.
Anton Dontschew, der auch ein erfolgreicher Drehbuchautor war, begann mit Erzählungen und widmete sich ganz den großen Ereignissen der bulgarischen Vergangenheit. Sein erfolgreichster Roman Vreme razdelno (1964) schildert die Islamisierung in der Rhodopenregion und erschien 1969 unter dem Titel „Schwur unter dem Halbmond“ in der DDR sowie als „Manol und seine hundert Brüder“ im Westen. Weitere bekannte Romane waren Probuzdane („Erwachen“, 1956) und Skazanie za vremeto na Samuila („Legende über die Zeit von Samuil“, 1961). Auf Deutsch wurden Gedichtbände wie „Tagesmond“ (1978), „Zeit für Helden“ (1981), „Seufzer in Bronze“ (1981) und „Standpunkt“ (1985) veröffentlicht.
Der als Žak Nisim Melamed geborene Dragomir Assenow schrieb Dramen wie Rozhden den (1965), Rozi za d-r Shomov (1967), Goreshti noshti v Arkadiya (1970) und Romane wie Pŭtishtata se razminavat (1959) und Naĭ-tezhkiyat gryakh (1980) in der Konvention des sozialistischen Realismus, die zu seiner Zeit besonders erfolgreich waren. In deutscher Sprache erschien beim Militärverlag der Deutschen Demokratischen Republik Našijat vzvod (deutsch: „Achtung – Minen!“).
Der Publizist Gentscho Stoew legte in seinen ersten Werken einen besonderen Akzent auf Probleme der Gegenwart. Sein bedeutendstes Werk, der Roman Tsenata na zlatoto (1965, deutsch: „Der Preis des Goldes“, 1970), zeigt eine neue synthetische und dramatische Sinngebung der nationalen Idee. Zu seinen Spätwerken gehört der Roman Dosietata (1989). 1995 wurde er mit dem Zlaten lanec-Literaturpreis in der Kategorie Kurzgeschichte ausgezeichnet.
Einer der größten zeitgenössischen Belletristen und Dramatiker war Jordan Raditschkow, dessen Werk in sich Plastik und Groteske der Darstellung, die Archetypen der bulgarischen Charakterologie und die moderne kosmopolitische Weltanschauung vereint. Er verfasste Erzählungen wie Svirepo nastroenie (1964), Zahlreiche seiner Werke erschienen in deutscher Sprache wie Bombeto („Die Abenteuer einer Melone und andere Erzählungen“, 1970), Nie, vraŭčetata („Wie Spatzen“, 1973), Dărvorezačka („Die fliegende Kreissäge und andere merkwürdige Geschichten“, 1977), Januari („Januar. Stück in fünf Bildern“, 1978), Opit za letene („Versuch zu fliegen. Chronik in 2 Teilen“, 1980), Lazarica („Lasariza oder der Tanz auf dem Birnbaum. Stück in 4 Jahreszeiten“, 1980), Baruten bukvar („Die Pulverfibel“, 1984) und zuletzt der Roman Praška („Die Schleuder“, 2022).
Das Werk der Schriftstellerin Wera Mutaftschiewa stellt eine Vereinigung von wissenschaftlichem und schöngeistigem Denken dar, schlägt neue konzeptuelle Modelle für die bulgarische Vergangenheit vor und behandelt mit Ironie geschichtliche Klischees. Zu ihren Werken gehören die Romane Letopis na smutnoto vreme (zwei Teile 1965/1966, „Chronik einer unruhigen Zeit“), Sluchajat Dzhem (1967, deutsch: „Spielball von Kirche und Thron“, 1971), Ritsaryat (1973), Belot na dve rŭtse (1973, deutsch: „Belote zu zweit“, 1977), Kniga za Sofroniĭ (1978), Bombite (1985), Az, Anna Komnina (1991). Daneben gab sie Essays und Erinnerungen heraus. Die Dilogie Alkiviad Malki (1975) und Alkiviad Veliki (1976) erschien in deutscher Sprache unter den Titeln „Alkibiades der Grosse“ (1981) und „Alkibiades der Kleine“ (1984). Zuletzt erschien 1999 in deutscher Sprache „Bulgarien, ein Abriss“.

### Dissidenten, Postkommunismus und Gegenwartsliteratur
Der als Dimitar Stojanow geborene Radoi Ralin arbeitete als Redakteur bei Literaturzeitschriften sowie beim Spielfilmstudio Sofia und verfasste Gedichte, die sich durch eine Balance zwischen dem Lyrisch-Elegischen und dem Satirischen auszeichnen und in denen er die Neue Sachlichkeit und die Tradition von Atanas Daltschew fortführte. Nach seinen frühen Gedichtsammlungen und Erzählungen wie Stichotverenija (1949), Vojniška tetradka (1955), Vtoro raždane (1959), Lirika (1965) und Ličen kontakt (1965) erschien 1968 sein satirisches Buch Ljuti čuški, das vom kommunistischen Regime verboten und vernichtet wurde. Spätere Werke waren unter anderem die Gedichtsammlung Vsičko mi govori und die Aphorismen Samorasljaci (1989), die 1993 unter dem Titel „Aphorismen“ erschienen. 1997 erschien zudem die Gedichtsammlung „Späte Brombeeren“.
Der Journalist Georgi Markow verfasste bereits Mitte der 1950er Jahre erste Novellen, Romane und Erzählungen. Manche seiner Dramen wurden jedoch nach der Uraufführung nicht mehr gespielt und 1969 emigrierte er schließlich nach Großbritannien, wo er für die BBC, die Deutsche Welle und Radio Free Europe arbeitete. In seinen zahlreichen Reportagen setzte er sich mit der Politik der Volksrepublik Bulgarien auseinander und kritisierte schonungslos das Regime der Bulgarischen Kommunistischen Partei. Er wurde 1978 in einem Aufsehen erregenden Regenschirmattentat von der bulgarischen Geheimpolizei in London ermordet. In deutscher Sprache erschienen unter anderem Das Portrait meines Doppelgängers (2010), Die Frauen von Warschau (2010) und Reportagen aus der Ferne (2014).
Der als Fabrikarbeiter und Fischer am Schwazen Meer tätige Christo Fotew verfasste seit Anfang der 1960er Jahre. Nach dem Zusammenbruch des Kommunismus Anfang der 1990er Jahre bekam er 1994 den Literaturpreis Slaten Pegas und ein Jahr später wurde er zum Ehrenbürger der Stadt Burgas ernannt. Ebenfalls seit den 1960er Jahren verfasst der Journalist und Dramaturg Nedjalko Jordanow Theaterstücke wie das 1972 unter dem Titel „Moped. Stück in 2 Teilen“ (Original: Motopedăt). Er war zudem ein Freund des türkisch-bulgarischen Dichters Recep Küpçü und übersetzte einen Teil von dessen Werken ins Bulgarische. Der Dichter Wladimir Lukow veröffentlichte seine ersten poetischen Werke 1969. Die von der bulgarischen Literaturkritik als „philosophisch und rätselhaft“ bezeichnete Poesie Lukows wurde in vielen bulgarischen und makedonischen Literaturzeitschriften und Anthologien veröffentlicht. Der Schriftsteller und Journalist Ljuben Petkow veröffentlichte seit Ende der 1960er Jahre neben Romanen und auch Kinderbücher. Stanislaw Stratiew setzte sich bereits mit seinem Debüt, dem Prosawerk „Die einsamen Windmühlen“ (1969), durch. 1974 schrieb er sein erstes Stück „Das Römische Bad“, das bei dem Sofioter Satirischen Theater bei mehr als zehn aufeinanderfolgenden Spielzeiten präsentiert wurde. Sein Stück „Unser ach so kurzes Leben“ gewann 1990 den ersten Preis bei dem Maubeuge Internationalen Theater-Festival in Frankreich. Die Dichterin und Schauspielerin Petja Dubarowa, die 1979 mit 17 Jahren Selbstmord beging, schrieb früh ihre von Christo Fotew beeinflussten ersten Gedichte, von denen einige in den Zeitungen „Slawejtsche“ und „Narodna Mladesch“, sowie in den Jugendzeitschriften „Rodna Retsch“ und „Mladesch“ publiziert wurden.
Rumjana Zacharieva siedelte 1970 in die Bundesrepublik Deutschland und ist Verfasserin von Romanen, Erzählungen, satirischen Kurzgeschichten, Gedichten, Hörspielen und Radiofeatures wie „Geschlossene Kurve“ (1977), „Eines Tages jetzt oder warum verändert Elisabeth Schleifenbaum ihr Leben“ (1987), „Bärenfell“ (1999) und „Handschuhe für den kalten Krieg“ (2018). 2021 gab sie „Bulgariens Herz. Anthologie aktueller bulgarischer Lyrik“ heraus.
Von dem Schriftsteller und Drehbuchautor Georgi Danailow erschienen unter anderem „Das Ende bleibt ihnen überlassen. Stück in 2 Teilen“ (1978, Original: Krajat ostava za vas) und „Ein Haus jenseits der Welt“ (2007, Original: Kăšta otvăd sveta) in deutscher Übersetzung. Der Schriftsteller und Literaturkritiker Edwin Sugarew, der 1985 mit dem Werk „Die bulgarische Literatur nach dem Ersten Weltkrieg und der deutsche Expressionismus (Weltbilder und stilistischen Parallele)“ seine Promotion abschloss, wurde Ende der 1980er Jahre Dissident gegen das kommunistische Regime und später insbesondere Diplomat und Politiker.
Rumiana Ebert emigrierte 1966 nach Deutschland und verfasst seit Anfang der 1990er Jahre Gedichte in deutscher Sprache. Ihr Gedichtband „Entgegenkommen: zeitgenössische Gedichte“ wurde 1992 mit dem Mannheimer Kurzgeschichtenpreis ausgezeichnet. Wladimir Sarew wurde insbesondere durch die Weltschew-Trilogie, die über hundert Jahre zwischen 1900 und 2000 spielt und aus den Teilen „Familienbrand“ (2009, Original: Bitieto, 1976), „Feuerköpfe“ (2011, Original: Ishodat, 1983) sowie „Seelenasche“ (2012, Original: Sakonat) besteht.
Georgi Gospodinow veröffentlichte 1992 mit Lapidarium seinen ersten Gedichtband und 1999 seinen Debütroman Estestven roman, der 2007 unter dem Titel „Natürlicher Roman“ in deutscher Übersetzung sowie außerdem in 22 anderen Sprachen erschien. 2023 wurde er für seinen Roman Zeitzuflucht mit dem Booker Prize ausgezeichnet. Der seit 2000 in Österreich lebende Dimitré Dinev schreibt in deutscher Sprache und schaffte seinen literarischen Durchbruch 2003 mit seinem Familienroman „Engelszungen“, der europaweit mit großem Interesse aufgenommen wurde. 2011 wurde sein Drehbuch „Spanien“ verfilmt. In Bulgarien ist er bekannt für sein Bühnenstück Haut und Himmel, das 2007 den Askeer Preis gewann. Im Dezember 2021 veröffentlichte Der Standard Dinevs Geschichte über die ermordete bulgarische Journalistin Wiktorija Marinowa. Dinev kritisiert darin die bulgarische Politik scharf. Wenzeslaw Konstantinow, der seit 1987 Lehrbeauftragter für Übersetzung deutschsprachiger Dichtung an der Universität Sofia war, veröffentlichte Gedichte, Aufsätze und Hörfunkbeiträge zur deutschen, österreichischen, schweizerischen und bulgarischen Literatur.

## Hintergrundliteratur
- Detlev Kulman: Das Bild des bulgarischen Mittelalters in der neubulgarischen Erzählliteratur, Frankfurt am Main 1968, ISBN 978-3-95479-367-9
- Meyers Großes Personenlexikon, Bibliographisches Institut, Mannheim 1968
- Vassil Kolevski: Die bulgarische Literatur in 25 freien Jahren, Sofia 1971
- Georgi Dimow, Dobri Witschew: Bulgarische marxistische Literaturtheorie und Literaturkritik 1891–1941, Berlin 1978,
- Bulgarische Sprache, Literatur und Geschichte, Neuried 1980, Neuauflage 1982, ISBN 978-3-88893-013-3
- Eduard Bayer, Dietmar Endler: Bulgarische Literatur im Überblick (= Reclams Universal-Bibliothek. Kunstwissenschaften. Band 954). 1. Auflage. Verlag Philipp Reclam jun., Leipzig 1983
- Taschenlexikon Bulgarien, Bibliographisches Institut Leipzig 1983
- Wolfgang Köppe (Herausgeber): Bulgarische Lyrik des zwanzigsten Jahrhunderts, Verlag Volk und Welt, Berlin 1984
- Bertelsmann Universallexikon, Band 3, Gütersloh 1988, S. 218
- Dobri Witschew: Bulgarische Prosa. Entwicklungstrends und Genrestrukturen im 19. und 20. Jahrhundert, Berlin 1988, ISBN 978-3-05-000633-8
- Thomas M. Martin: Der bulgarische Diabolismus. Eine Studie zur bulgarischen Phantastik zwischen 1920 und 1934, Dissertation, Universität Göttingen 1991, Wiesbaden 1993, ISBN 978-3-447-03409-8
- Nikolaj Kănčev (Hrsg.): Das Buch der Ränder. Bulgarien: Lyrik, Wieser Verlag, Klagenfurt 1997, ISBN 3-85129-190-5
- Richard Lauer: Die bulgarische Literatur in alter und neuer Sicht, Wiesbaden 1997, ISBN 978-3-447-03724-2
- Larissa Chiriaeva: Studien zu einer strukturellen Typologie des russischen und bulgarischen Zaubermärchens, Dissertation, Universität Heidelberg 1997, Frankfurt am Main 1997, ISBN 978-3-631-34964-9
- Gero von Wilpert: Lexikon der Weltliteratur. Fremdsprachige Autoren, Band I A–K, Stuttgart 2004, 2008, ISBN 978-3-520-84301-2
- Gero von Wilpert: Lexikon der Weltliteratur. Fremdsprachige Autoren, Band II L–Z, Stuttgart 2004, 2008, ISBN 978-3-520-84301-2
- Dietmar Endler (Herausgeber): Deutsch-bulgarische Begegnungen in Kunst und Literatur während des 19. und 20. Jahrhunderts, München 2006, ISBN 978-3-932331-42-8
- Helmut Wilhelm Schaller: Bulgarien-Literatur vor und nach dem EU-Beitritt Bulgariens 2007, München 2010, ISBN 978-3-86688-101-3
- Bisera Dakova, Henrike Schmidt, Galin Tihanov, Ludger Udolph (Herausgeber): Die bulgarische Literatur der Moderne im europäischen Kontext. Zwischen Emanzipation und Selbststigmatisierung? München 2013, ISBN 978-3-86688-335-2
- Angela Richter, Barbara Beyer (Herausgeber): Geschichte (ge-)brauchen. Literatur und Geschichtskultur im Staatssozialismus: Jugoslawien und Bulgarien, Berlin 2013, ISBN 978-3-86596-580-6
- Nikolina Burneva: Wendezeiten in der bulgarischen Literatur, Göttingen 2013, ISBN 978-3-86395-120-7
- Maria Slavtscheva: Auf der Suche nach dem Modernen. Eine komparatistische Verortung ausgewählter bulgarischer Lyriker im Kontext der europäischen Moderne, Stuttgart 2018, ISBN 978-3-476-04602-4
- Milena Kirova: Geschichte der bulgarischen Literatur. Von der Befreiung bis zum Ersten Weltkrieg, Übersetzung Thomas Frahm, Duisburg 2018, ISBN 978-3-929634-82-2
- Detlef W. Stein, Susanne Keller: Klassiker der bulgarischen Renaissance. Lewski – Botew – Wasow, Berlin 2019, ISBN 978-3-940452-08-5
- Milena Kirova: Geschichte der bulgarischen Literatur. Modernismus, Übersetzung Thomas Frahm, Duisburg 2020, ISBN 978-3-929634-86-0
- Rumjana Zacharieva: Bulgariens Herz. Anthologie aktueller bulgarischer Lyrik, Frankfurt am Main 2021, ISBN 978-3-95771-271-4